# Vincent van Gogh

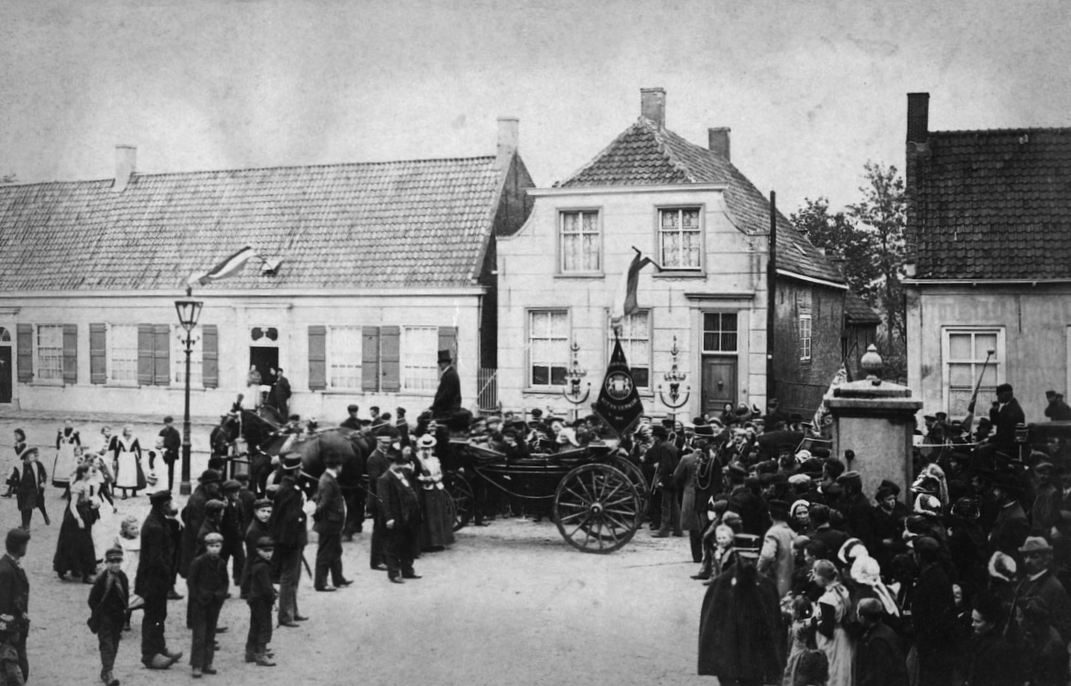
Geboortehuis van Vincent van Gogh in Zundert

Vincent Willem van Gogh (Zundert, 30 maart 1853 – Auvers-sur-Oise, 29 juli 1890) was een Nederlands kunstschilder. Zijn werk valt onder het postimpressionisme, een kunststroming die het negentiende-eeuwse impressionisme opvolgde. Van Goghs invloed op het expressionisme, het fauvisme en de vroege abstractie was enorm en kan worden gezien in vele andere kenmerken van de twintigste-eeuwse kunst. Het Van Gogh Museum in Amsterdam is gewijd aan het werk van Van Gogh en zijn tijdgenoten. In het Kröller-Müller Museum bevindt zich de op één na grootste Van Goghverzameling ter wereld. Van Gogh wordt gezien als een van de grootste schilders van de 19e eeuw. Deze erkenning kwam echter pas laat: hoewel hij in de laatste jaren van zijn leven al enige bekendheid had binnen selecte kunstkringen, werd zijn oeuvre pas na zijn dood door het grote publiek opgemerkt, waarna Van Gogh en zijn werk wereldberoemd werden.

## Biografie

### Jonge jaren

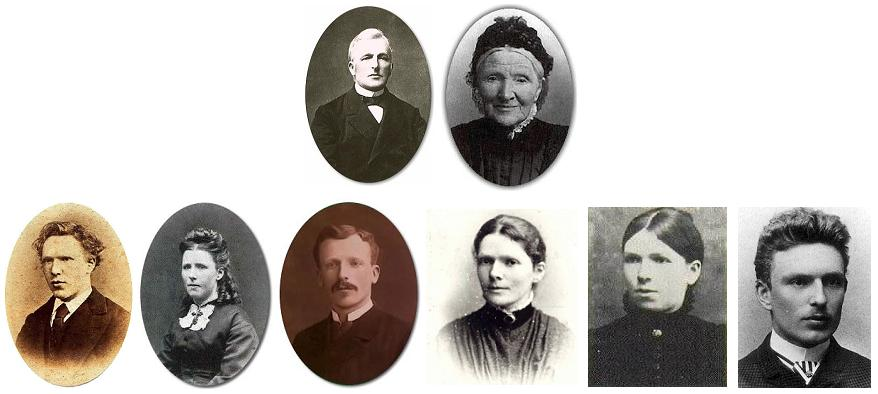
Familie Van Gogh

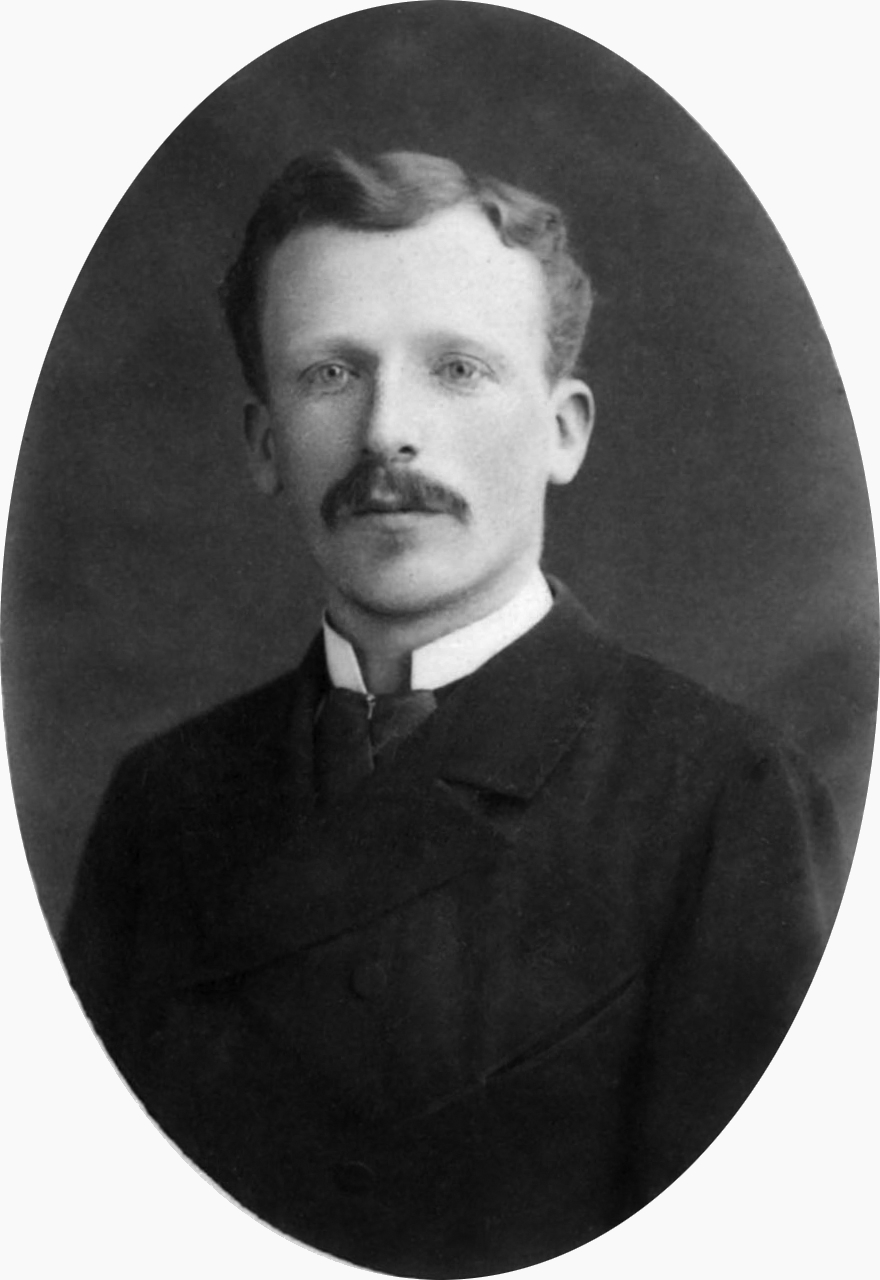
Theo van Gogh in 1888

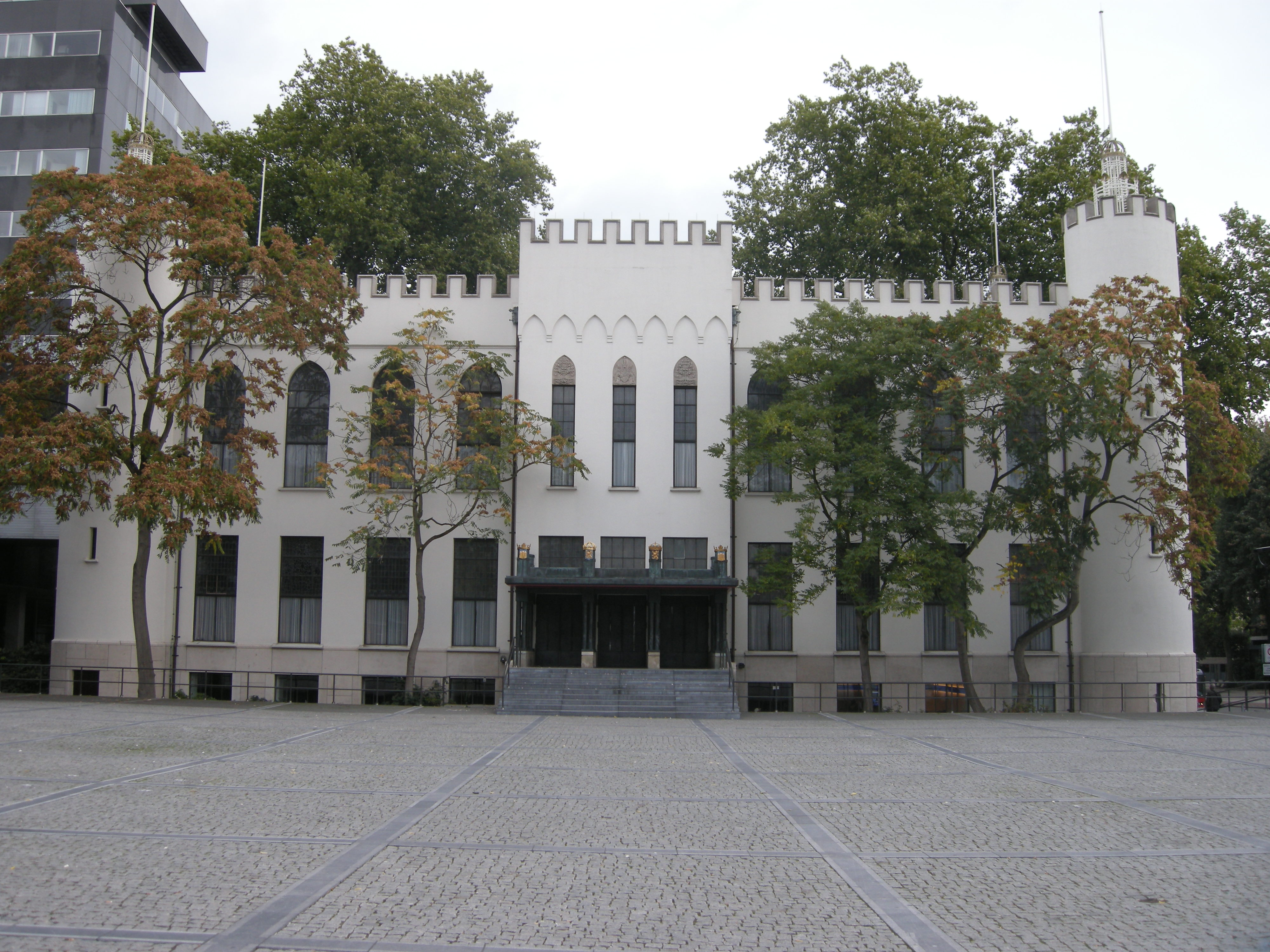
Het Paleis in Tilburg. Hier was de HBS gevestigd alwaar Vincent Van Gogh tekenles kreeg van Constant Cornelis Huijsmans (1810-1886)

Van Gogh werd geboren in het Noord-Brabantse Zundert, een dorpje vlak bij de Belgische grens, als zoon van de predikant Theodorus van Gogh (1822-1885) en Anna Cornelia Carbentus (1819-1907), dochter van een Haagse boekbinder. Precies een jaar voor zijn geboorte hadden zij ook al een zoon gekregen die zij Vincent noemden, hoewel hij doodgeboren was. Na Vincent volgden nog drie zussen en twee broers: Anna, Theo, Willemien (Wil), Elisabeth (Lies) en Cor. Regelmatig wandelde het hele gezin in de omgeving van Zundert, waardoor de basis werd gelegd voor Vincents liefde voor de natuur. 
Vincent had van jongs af aan een romantisch karakter. Hij was het enige kind van het gezin dat zijn toevlucht in de natuur zocht. Zo verliet Vincent vaak in zijn eentje de pastorie van Zundert. Hij kon uren in de groene natuur achterblijven, waar hij langs een oever ronddwaalde op zoek naar kalmte en troost. Hier was hij continu insecten aan het verzamelen voor zijn collectie en probeerde hij planten te identificeren. Dit deed hij om zich bezig te kunnen houden, aangezien hij het menselijk gezelschap miste in zijn familie.
Als kind was Vincent een zwijgzame, enigszins in zichzelf gekeerde jongen. Van januari tot oktober 1861 bezocht hij de dorpsschool, maar het jaar daarop werd hij alweer van school gehaald en kreeg hij thuisonderwijs. Volgens zijn ouders zou hij door de omgang met de dorpskinderen op de dorpsschool te onbehouwen worden. Binnen de beslotenheid van de pastorie kreeg hij de volgende drie jaar les van zijn vader en gouvernante Anna Birnie. Per 1 oktober 1864 ging Vincent naar de kostschool van meester Jan Provily in Zevenbergen, waar hij twee jaar verbleef, tot augustus 1866. Hij had het er niet naar zijn zin, maar maakte er wel de lagere school af. Hij leerde er Frans, Engels en Duits. Hij tekende er af en toe, maar van enige artistieke aanleg was nog niets te merken.
Op 15 september 1866 werd hij ingeschreven aan de Rijks HBS Koning Willem II te Tilburg, gevestigd in het voormalige paleis van Koning Willem II en het huidige Paleis-Raadhuis van Tilburg, waar hij tekenles kreeg van de schilder Constant Cornelis Huijsmans (1810-1886). Huijsmans stond bekend als een uitstekend tekenleraar, maar toch repte Vincent later met geen woord over diens tekenlessen. Vincent vond een kosthuis bij de familie Hannik aan de Korvel 57. Vincent had gevoel voor talen en presteerde goed. In het tweede jaar werd hij weer van school gehaald; de reden is onbekend, mogelijk kon zijn vader de school niet betalen. Hij keerde terug naar het ouderlijk huis in Zundert. Wat hij in de daaropvolgende periode deed, is niet bekend.

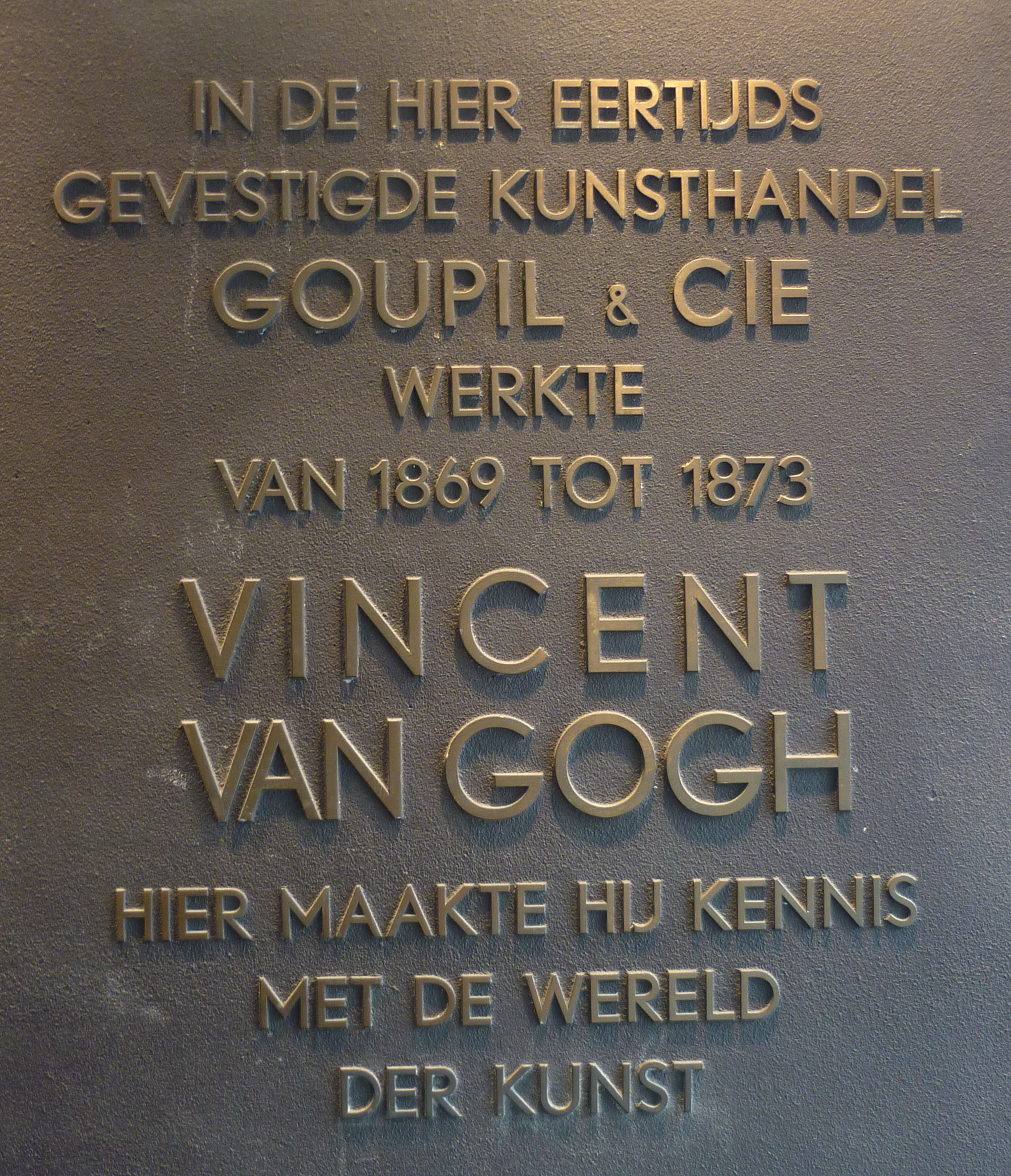
In het halletje aan de Plaats 20 te Den Haag is deze plaquette bevestigd.

Op zijn zestiende werd Vincent jongste bediende bij het Haagse filiaal van de internationale kunsthandel Goupil & Cie op de Plaats. Oorspronkelijk was dit de kunsthandel van zijn oom Vincent van Gogh (vaak genoemd als 'Oom Cent'), die vervolgens partner was geworden van de kunsthandel Goupil in Parijs. In september 1872 begon Vincent te corresponderen met zijn jongere broer Theo. Deze correspondentie zou hij zijn hele leven volhouden en vormt een bron van informatie over Van Goghs leven en zijn artistieke ontwikkeling. Op voorspraak van zijn oom kwam Theo per 1 januari 1873 ook in dienst van Goupil & Cie, in het filiaal te Brussel. In juni van dat jaar werd Vincent overgeplaatst naar het filiaal in Londen. Hij woonde in Londen bij de hospita Ursula Loyer op Hackford Road 87. Begin 2019 werden tijdens een renovatie van deze woning verborgen documenten en een gebedenboek gevonden uit de periode van het verblijf van Van Gogh.
In Londen bezocht Vincent in zijn vrije tijd beroemde musea, zoals het British Museum en The National Gallery. Daar bewonderde hij onder andere werk van boerenschilders als François Millet en Jules Breton. Verder las hij van alles, van museumgidsen en tijdschriften tot literatuur en poëzie. Hij werd verliefd op Eugénie Loyer, de dochter van zijn hospita, maar ze was al verloofd met een andere kostganger. Vincent maakte een depressieve periode door.
In 1873 was hij korte tijd werkzaam op het hoofdkantoor in Parijs en vervolgens weer op het filiaal te Londen. In 1874 werkte Vincent nogmaals korte tijd op het hoofdkantoor. Hij bezocht in Parijs musea en kunstgalerijen en maakte er kennis met de poëtische boerentaferelen van Jean-François Millet en de realistische plattelandstaferelen van Jules Breton. Zijn depressie hield aan, zijn belangstelling voor de kunsthandel verflauwde en per 1 april 1876 werd hij ontslagen. Zijn oom Vincent was diep teleurgesteld in zijn neef en trok zijn handen van hem af. Vincent werd onderwijzer in Ramsgate en vervolgens onderwijzer aan een kostschool en hulpprediker bij een methodistische dominee in Isleworth. Op 4 november hield hij zijn eerste preek. Geloof werd steeds belangrijker voor Vincent; hij ambieerde eigenlijk een baan als predikant en werd als assistent aangenomen bij de Congregational Church van Turnham Green, waar hij les ging geven op een zondagsschool. Hoewel zijn aandacht voor religieuze en spirituele problematiek in deze periode domineert, bleef hij zich tevens voor de schilderkunst interesseren. Hij bezocht o.a. Hampton Court om de schilderijen van Hans Holbein, Rembrandt en de Italianen uit de renaissance in de koninklijke collecties te bewonderen.
Tijdens een kerstvakantie in Etten werd besloten dat deze werkzaamheden in Engeland te weinig toekomstperspectief boden. In januari 1877 begon hij als verkoper in een boekhandel te Dordrecht. Dit duurde maar kort en in mei verhuisde hij naar Amsterdam om zich voor te bereiden op het staatsexamen, dat hem toegang zou verschaffen tot de studie theologie. Tussen mei 1877 en juli 1878 verbleef hij in het Poortgebouw op het Marineterrein bij zijn oom Johannes van Gogh, die daar commandant was van de Amsterdamse marinewerf. Vincent haakte in 1878 af, zonder staatsexamen te hebben gedaan, onder meer te wijten aan zijn desinteresse in de Latijnse en Griekse taal. Daarnaast bevredigde de zuiver theoretische dimensie, waartoe een dergelijke studie hem dwong, niet. Hij volgde een korte opleiding op de Vlaamse Opleidingsschool voor protestantse evangelisten te Laken bij Brussel.

### Borinage

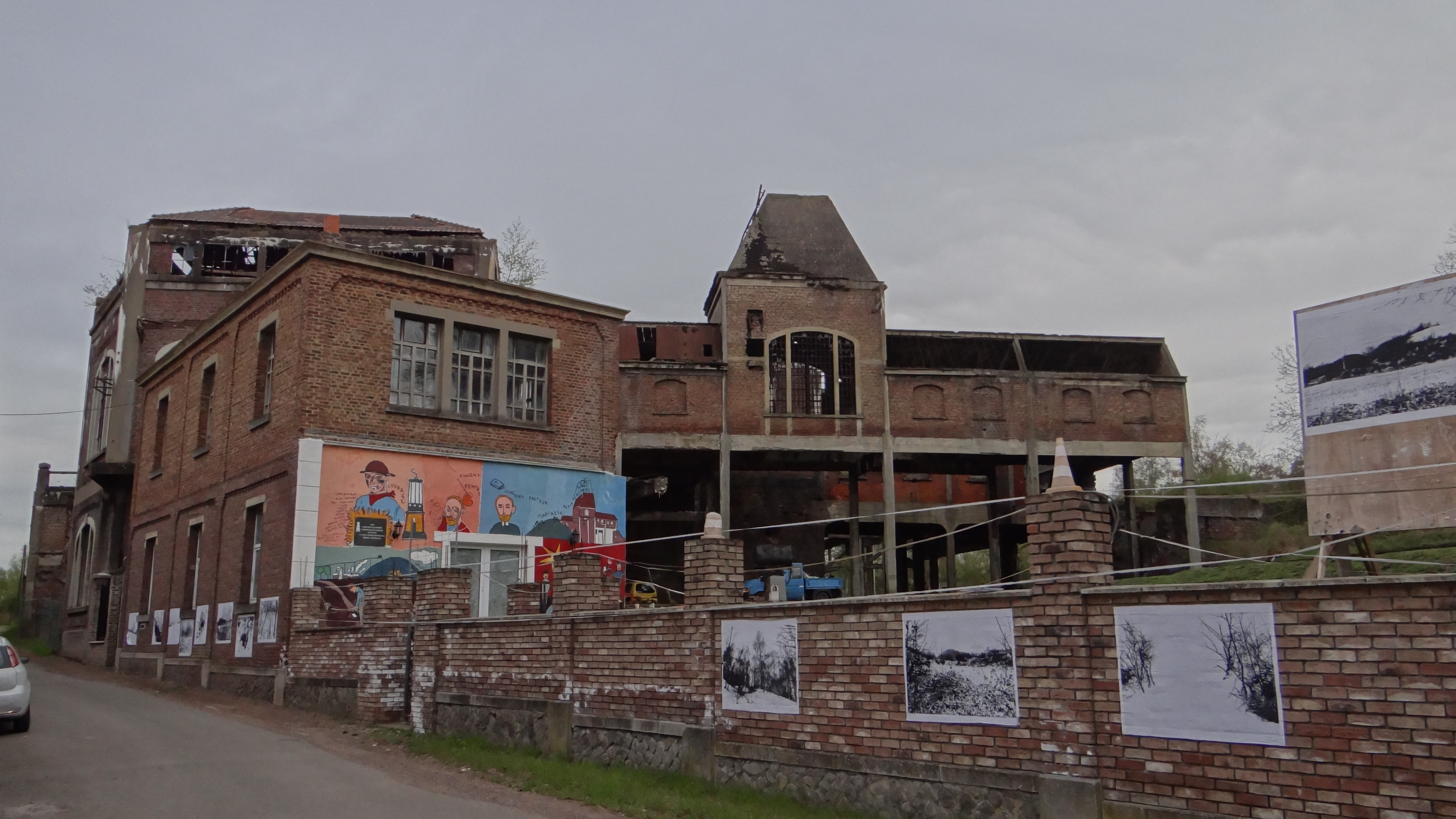
Ruïnes (2013) van de Charbonnages de Marcasse

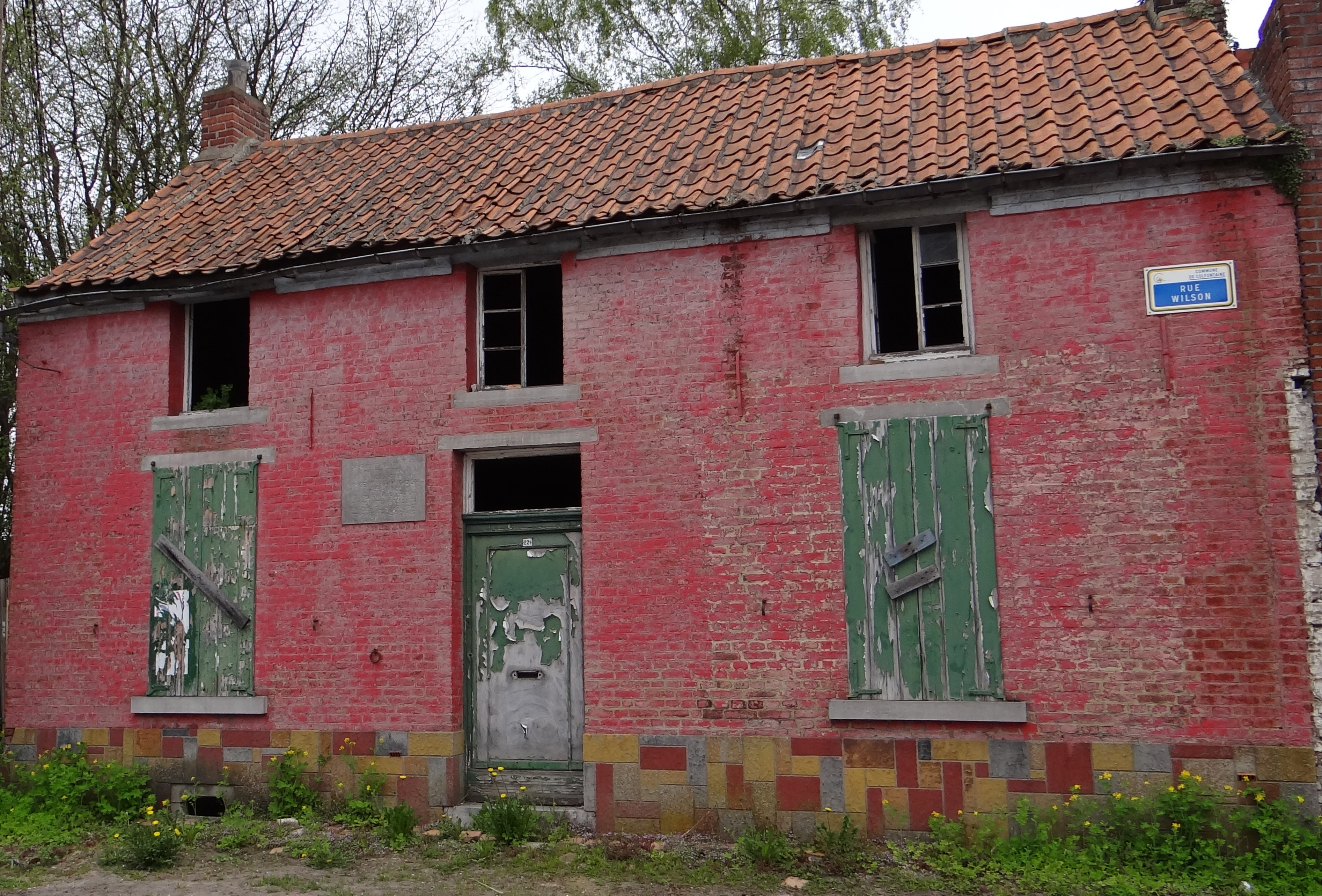
Huis waar Vincent van Gogh verbleef in Wasmes. Gerestaureerd in 2015.

In december 1878 werd Van Gogh naar Petit-Wasmes in de Borinage (Henegouwen) gestuurd, waar hij op 1 februari 1879 aan een proefperiode als lekenprediker tussen de mijnwerkers begon. Hij werkte er in bittere armoede en was depressief. Deze crises zouden het verdere verloop van zijn leven bepalen. Hij woonde in een barak en sliep op stro. Hij voelde de ontberingen van de mijnwerkers diep aan en werd getroffen door hun 'koortsige, vermoeide en uitgemergelde' uiterlijk en hun 'door vermoeidheid uitgeholde gezichten en vroegtijdige veroudering'. Hij wilde zich met hen vereenzelvigen en in april 1879 daalde hij af in een kolenmijn van de Charbonnage de Marcasse tot op 700 meter diepte. Toch bleef hij, zelfs al had hij slachtoffers van een mijngasontploffing verpleegd, voor hen maar een buitenstaander, een vreemde eend in de bijt.
In de zomer van 1879 kreeg hij een waterverfdoos opgestuurd door zijn vroegere chef bij Goupil & Co in Den Haag. Hiermee bewerkte hij een eerdere potloodtekening van de cokesfabriek in Flénu, waarop hij de kleuren met potlood had aangeduid.
Eveneens in 1879 werd hij na zes maanden afgewezen als lekenpredikant door de protestantse gemeenschap in Petit-Wasmes omdat hij te fanatiek en te moeilijk in de omgang was. In augustus van dat jaar ging hij te voet naar Brussel en Korsele  om raad te vragen aan dominee Abraham van der Waeyen Pieterszen. Van Gogh schrijft daarover op 5 augustus 1879 aan zijn broer Theo: ben onlangs te Brussel geweest en te Maria Hoorebeeke [...] gedeeltelijk te voet, n.l. bij Ds. Pieterszen die schildert in den trant van Schelfhout of Hoppenbrouwers en wel verstand van kunst heeft. Daarna probeerde hij het als Bijbelcolporteur in Pâturages en legde hij ziekenbezoeken af in Wasmes.
Ten slotte was hij ten einde raad en zijn familie was diep teleurgesteld in hem. Het idee begon te rijpen dat hij zijn zoektocht naar kennis van God kon ombuigen in een zoektocht naar zelfkennis. Hij voelde dat hij toch ergens goed voor was en wilde ontsnappen uit deze ellendige periode. Hij las veel in het Frans, onder meer Les temps difficiles (Parijs, 1869) door Charles Dickens, L'Imitation de Jésus Christ van Thomas a Kempis, William Shakespeare (Parijs, 1864) door Victor Hugo; in het Engels las hij The Pilgrim's Progress (Londen, 1877) door John Bunyan en Uncle Tom's Cabin (Londen, 1852) door Harriet Beecher Stowe. Dergelijke lectuur toont duidelijk aan dat hij intellectueel op een hoog peil stond.
Tijdens de periode in de Borinage voelde hij een kunstenaarsroeping. Hij leerde als autodidact het tekenen aan de hand van handboeken over perspectief en anatomie, zoals die van Armand Cassagne (Traité d'Aquarelle (1875), Traité pratique de perspective (1866) en Éléments de perspective) en twee tekencursussen door Charles Bargue. Hij maakte veel expressieve en eigenzinnige, maar toch wat stuntelige, schetsen en tekeningen van het buitenleven, mijnwerkers en mensen van eenvoudige komaf. Hierbij liet hij zich inspireren door meesters als Rembrandt en Millet, van wie hij tijdschriften met kopieën had gekregen van zijn broer Theo, zoals De maaier met sikkel (1880) (collectie van museum in Japan).

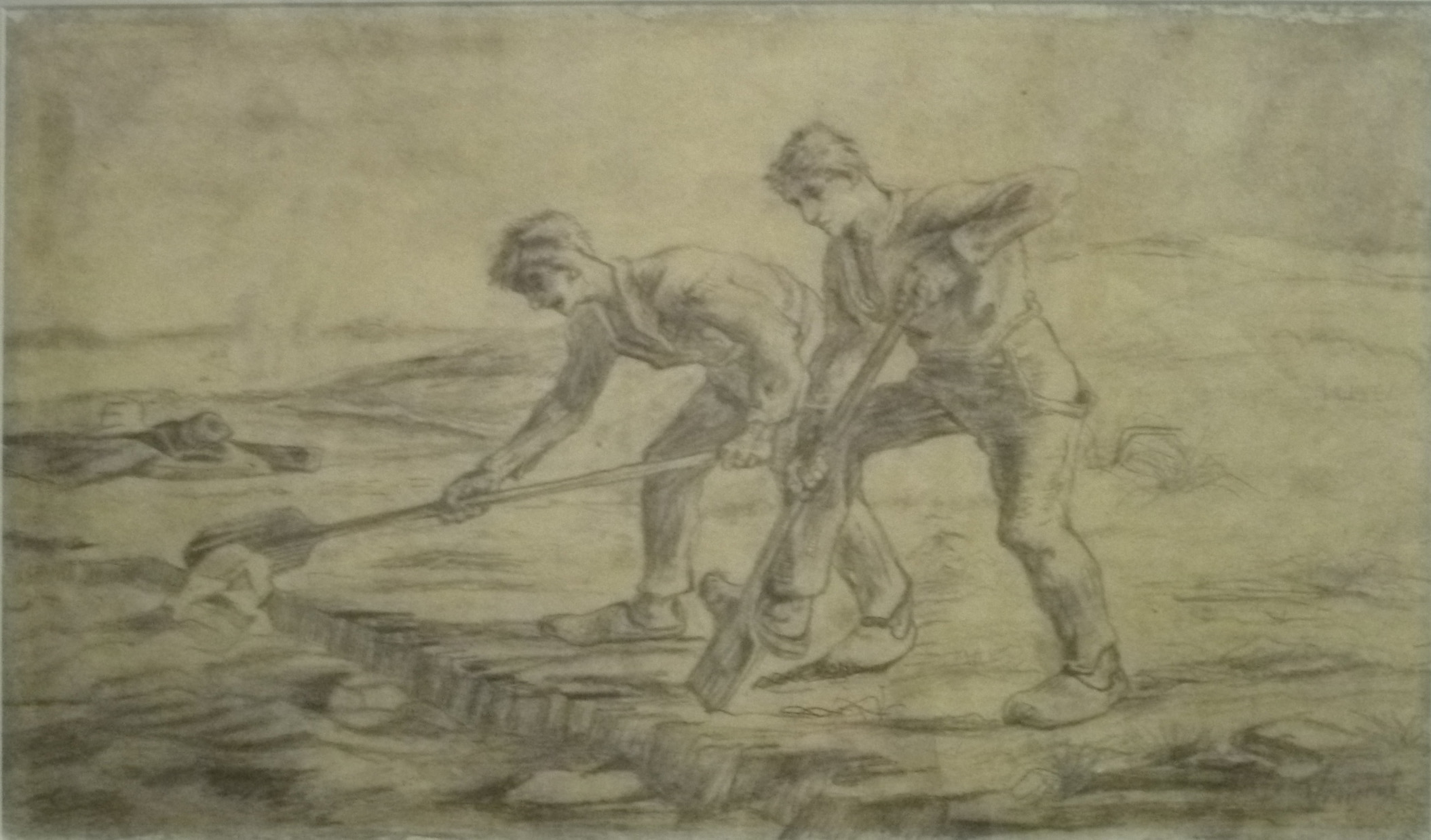
De Spitters (naar Millet) (1880)

In de zomer van 1880 maakte hij een voettocht van 70 kilometer van Cuesmes naar het Noord-Franse Courrières. Hij wilde er de barbizonschilder Jules Breton ontmoeten om er zijn tekeningen te tonen, maar toen hij voor zijn deur stond durfde hij niet aan te kloppen. Op de terugweg zag hij mooie "weversdorpen", een motief dat later vaak zou terugkomen in zijn werken. Hierna beschouwde hij de meeste van zijn tekeningen als mislukt en gooide ze weg. Hierdoor zijn er niet veel werken uit deze periode overgebleven. De tekening De Spitters (naar Millet), collectie van de stad Bergen, is een van de weinige. Een ander werk is de houtskooltekening Maison Magros, geschonken aan Charles Decrucq, zijn huisbaas in Cuesmes, bij wie hij drie maanden woonde (nu in het National Gallery of Art, Washington).
Uiteindelijk koos Vincent in augustus 1880 definitief voor het kunstenaarschap, vermoedelijk op aanraden van zijn broer Theo, die hem sinds maart van dat jaar regelmatig financieel ondersteunde.

### Brussel
In oktober 1880 verhuisde Van Gogh naar een atelier in Brussel. In november schreef hij zich in aan de Académie Royale des Beaux Arts voor de studie "tekenen naar gipsen afgietsels van antieke beelden" van de historie- en genreschilder Joseph van Severdonck, maar het werd een onbevredigende ervaring. In december nam hij deel aan een examen, maar werd als laatste gerangschikt. Mogelijk werd hij niet verder toegelaten of hield hij er spoedig mee op. In elk geval nam hij niet meer deel aan het volgende examen, in februari 1881. Hij had heel slechte herinneringen aan deze leraar. Hij achtte hem en Joseph Stallaert (een andere leraar) "geen dubbeltje waard" en hij wilde over deze hele academie "geen syllabe meer horen of zeggen". Toch had deze opleiding gevolgen voor zijn verdere vorming; hij had nu een idee van hoe het er in de kunstwereld aan toeging. Hij begon zichzelf als avant-gardist te beschouwen en hield een wrang gevoel over aan de Academie, het kunstonderwijs en kunst in het algemeen.
Door een introductie van zijn jongere broer Theo raakte hij bevriend met de jonge schilder Anthon van Rappard, die al een opleiding had gevolgd aan de Rijksacademie in Amsterdam, aan de kunstacademie van Brussel en in het atelier van Jean-Léon Gérôme in Parijs. Zij werkten tezamen in Van Rappards atelier in Sint-Joost-ten-Node en maakten schetsen in de omgeving. Hoewel Van Gogh veel van Van Rappard opstak, kan men toch niet spreken van een meester-leerlingrelatie. Het gebruik van de vele streepjes in het werk van Van Rappard zou in het latere werk van Van Gogh doorslaggevend zijn. Uiteindelijk hadden ze bittere uiteenzettingen over de academische techniek. Toch zouden ze nog vele jaren bevriend blijven. Van Gogh kreeg nu ook geld van Theo. Hij volgde begin 1881 korte tijd lessen in perspectief. Hoewel Van Gogh de naam van zijn leraar niet vermeldt, neemt men aan dat het de Nederlands-Belgische schilder Adriaan-Jan Madiol betreft. In elk geval, Van Gogh kende deze kunstenaar en had waardering voor zijn werk. Hij vroeg zelfs aan zijn broer Theo om deze schilder aan te bevelen bij de Salon van Brussel. In een van zijn brieven is hij lovend over een schilderij dat hij bij Madiol thuis gezien had.
Van Goghs explosieve karakter maakte hem spoedig tot een "persona non grata" in zijn omgeving.
Nu eerst begon zijn explosieve, maar dramatische odyssee, die nauwelijks tien jaar zou duren. Aan de vriendschap met Van Rappard kwam na een ongelukkig misverstand tijdelijk een eind, waarna Vincent nog een half jaar in Brussel verbleef.

### Terug in Nederland

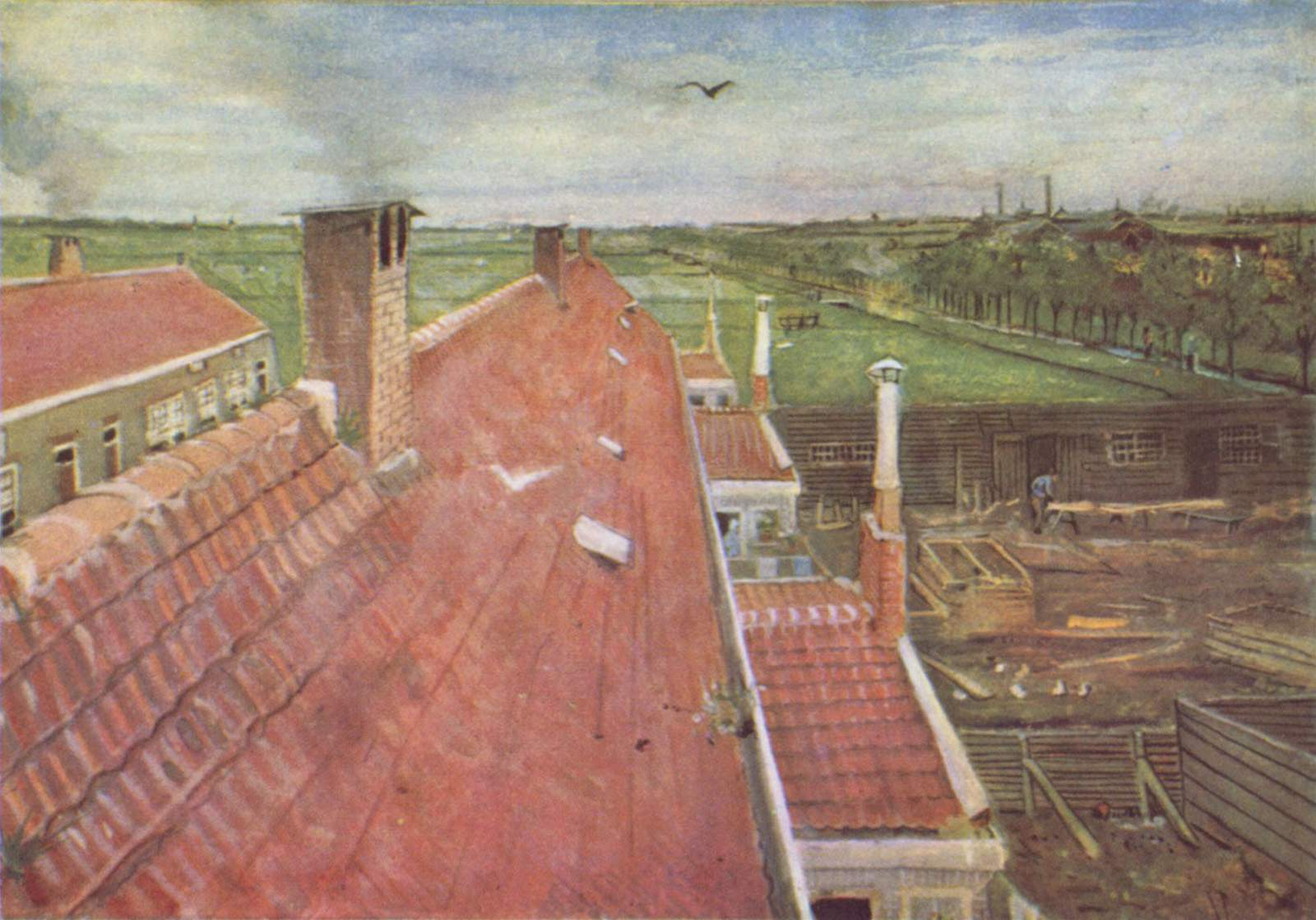
Bovenaanzicht vanuit Van Goghs atelier aan de Schenkweg in Den Haag, juli 1882

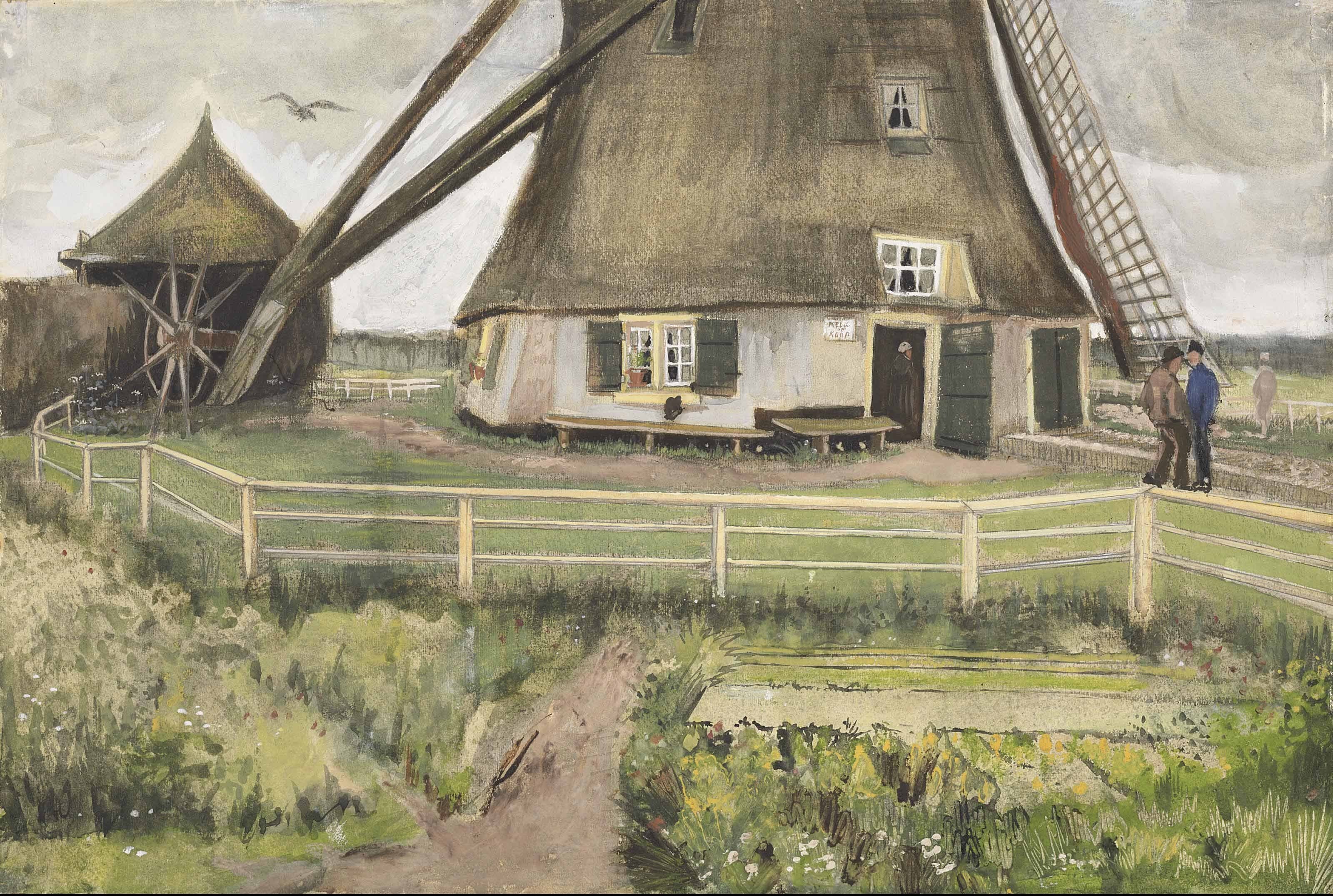
De Laakmolen in Rijswijk, juli 1882, na annexatie in 1901 op Haags grondgebied

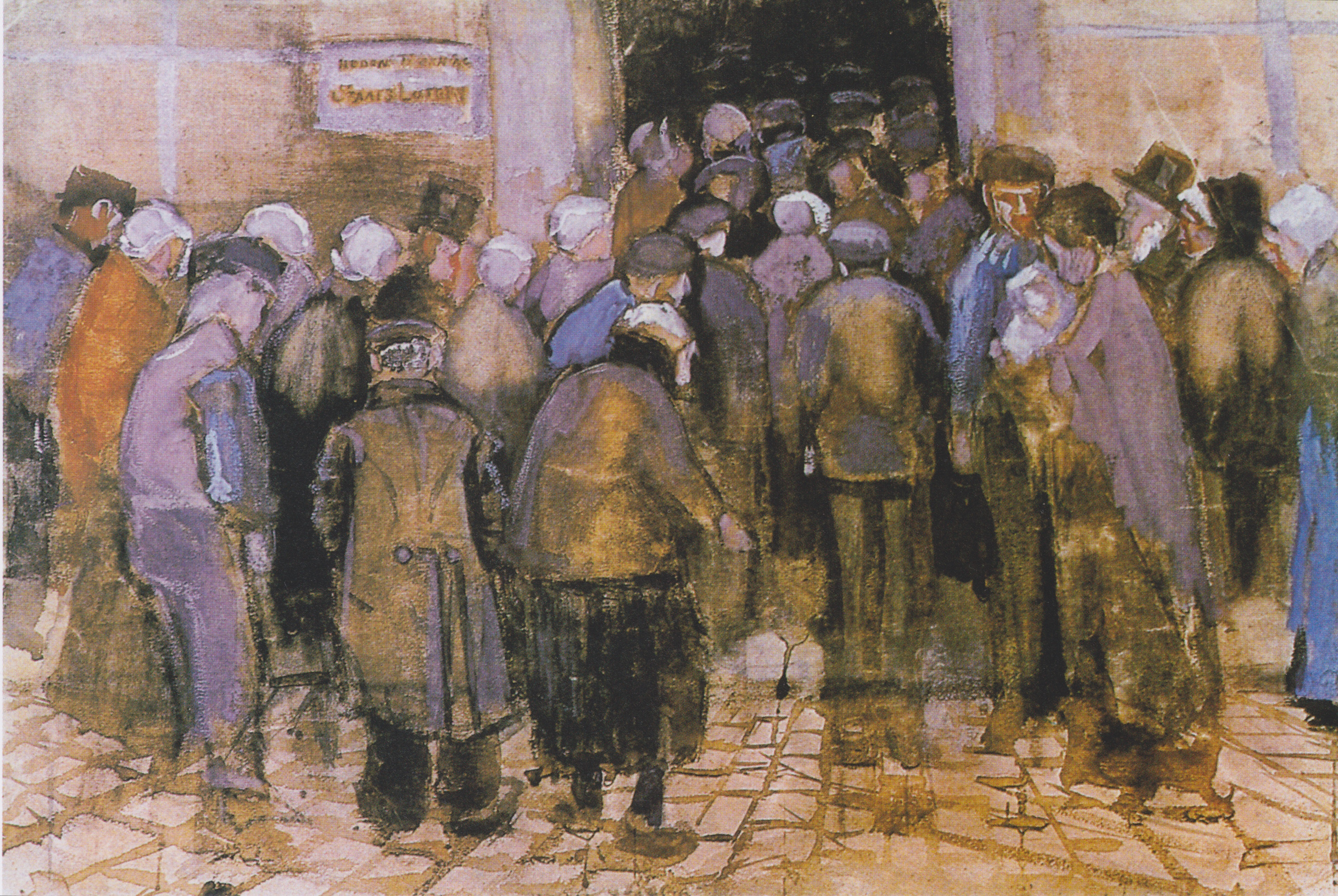
De staatsloterij in Den Haag, september 1882

In het voorjaar van 1881 keerde Vincent terug naar zijn ouders, die inmiddels van Helvoirt naar Etten waren verhuisd. Hij bleef zich in deze periode toeleggen op de schilderkunst en maakte talloze – steeds beter uitgevoerde – tekeningen en schilderijen. De fysionomie van de boeren, getekend door hun inspanningen, inspireerde hem tot indringende tekeningen. Aanvankelijk werd hij nog erg aangetrokken door het idee om voor tijdschriften te tekenen en op die manier zijn geld te verdienen; het duurde lang voordat hij dit ideaal losliet.
Vervolgens woonde hij zelfstandig in Den Haag en in Nuenen. In Den Haag worstelde hij met een problematische relatie met Clasina Maria "Sien" Hoornik. Zij was een arme vrouw met een alcoholprobleem en een verleden als prostituee. Zij inspireerde hem tot enkele grafische werken met een dramatische intensiteit, bijvoorbeeld de litho Sorrow. Sien baarde in 1882 een zoon, maar er zijn nooit bewijzen gevonden dat Van Gogh de vader was. De relatie verslechterde spoedig en Sien pakte haar oude beroep weer op. In september 1883 verliet de kunstenaar Sien onder druk van zijn financiële problemen en op aandringen van zijn broer Theo.
In 1880, toen Van Gogh portretten, taferelen en aquarellen schilderde in Den Haag werd hij aangetrokken tot de Haagse Jodenbuurt. Hij gebruikte de Haagse Joden als inspiratiebron net zoals Rembrandt van Rijn (die zo bewonderd werd door Vincent) de Amsterdamse Joden als inspiratiebron gebruikte.
Van Gogh ging eind 1881 op 28-jarige leeftijd voor ongeveer drie weken bij zijn aangetrouwde neef Anton Mauve (die getrouwd was met zijn nicht Jet Carbentus) in diens Haagse atelier werken. Via hem kwam hij in contact met het werk van onder anderen Jacob en Matthijs Maris, Weissenbruch, Mesdag, Breitner en Israëls. Deze schilders behoorden tot de Haagse School. Mauve gaf Vincent schilderles. Zijn invloed op Vincent was groter dan doorgaans wordt aangenomen. Thema’s als spitters, aardappeleters en houtverkopers heeft hij van Mauve overgenomen.
Door zijn relatie met Sien Hoornik kwam Vincent in conflict met Mauve en Tersteeg, zijn vroegere chef bij Goupil. Toen Mauve op 5 februari 1888 op nog geen vijftigjarige leeftijd plotseling te Arnhem overleed, droeg Vincent in Arles zijn Souvenir de Mauve, roze bloeiende perzikbomen, aan hem op.

### Drenthe

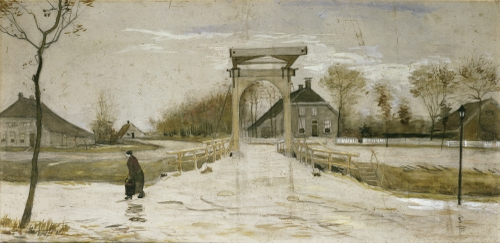
Ophaalbrug in Nieuw-Amsterdam (1883)

In 1883 verbrak Van Gogh de relatie met Sien en vertrok vanuit Den Haag naar Drenthe, waar hij op 11 september arriveerde te Hoogeveen. Deze keuze was ingegeven door zijn broer Theo die op de Parijse Salon van 1882 een landschapsschilderij van de Duitse schilder Max Liebermann zag. Liebermann bezocht elk jaar gedurende de zomer Drenthe (Zweeloo) om daar te schilderen. Ook Anton Mauve (getrouwd met een nichtje van zijn moeder) en zijn schilder- en studievriend Anthon van Rappard adviseerden hem Drenthe te bezoeken. Theo financierde de reis per trein van station Den Haag HS naar Hoogeveen. Van Gogh verbleef 18 dagen bij logementhouder Albertus Hartsuiker te Hoogeveen. In deze periode maakte hij uitstapjes in de omgeving en legde zich toe op het schilderen van landschappen en figuren.
Op 2 oktober van dat jaar vertrok hij per trekschuit naar Nieuw-Amsterdam. Daar nam hij zijn intrek in het logement van Hendrik Scholte.
Vanuit Hoogeveen en vooral vanuit Nieuw-Amsterdam trok hij het gebied in. Hij vond het gebied van een 'onbeschrijfelijke schoonheid'. 'Het is hier zoo gansch en al dat wat ik mooi vind. Dat wil zeggen, 't is hier vrede,' zo schreef Van Gogh in één van zijn brieven aan zijn broer Theo. En in een andere brief: ‘Juist op dit moment gevoel ik in me het begin van iets beters. Dat er nog niet is, maar toch ik zie in mijn werk dingen die ik nog pas niet had. Het schilderen valt mij makkelijker, ik voel trek om allerlei dingen aan te grijpen die ik nog daarliet tot heden’ Drenthe wordt vaak genoemd als 'een keerpunt' in zijn leven. Hier besloot Vincent schilder te worden en te blijven.
Hij wijdde aan Zuid-Drenthe tal van landschapsschilderijen, gekenmerkt door donkere tonen en gemengde penseelstreken, zoals Landschap in Drenthe. Ook steken in die schilderijen soms de stevige gedaantes van werkende boeren af, zoals in Boer die onkruid verbrandt en Boer met stok en spade. In het (toenmalig) logement van Hendrik Scholte is nu het Van Gogh Huis gevestigd. Het Van Gogh Huis in Nieuw-Amsterdam is het enige huis in Nederland waar Van Gogh gewerkt en gewoond heeft en dat voor publiek toegankelijk is. De kamer waar hij verbleef en schilderde, is nog helemaal intact en te bezichtigen.

### Nuenen

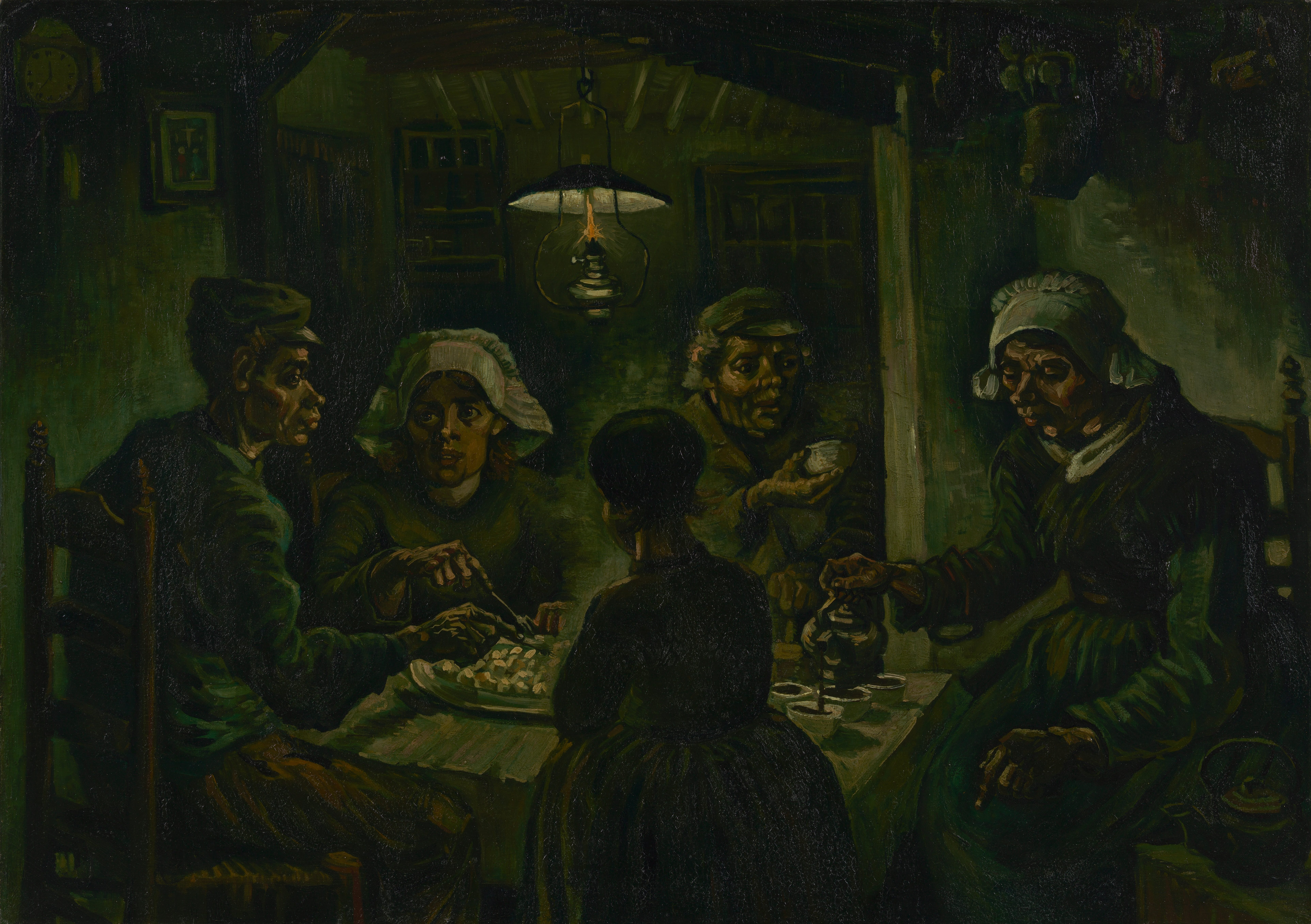
De aardappeleters (1885)

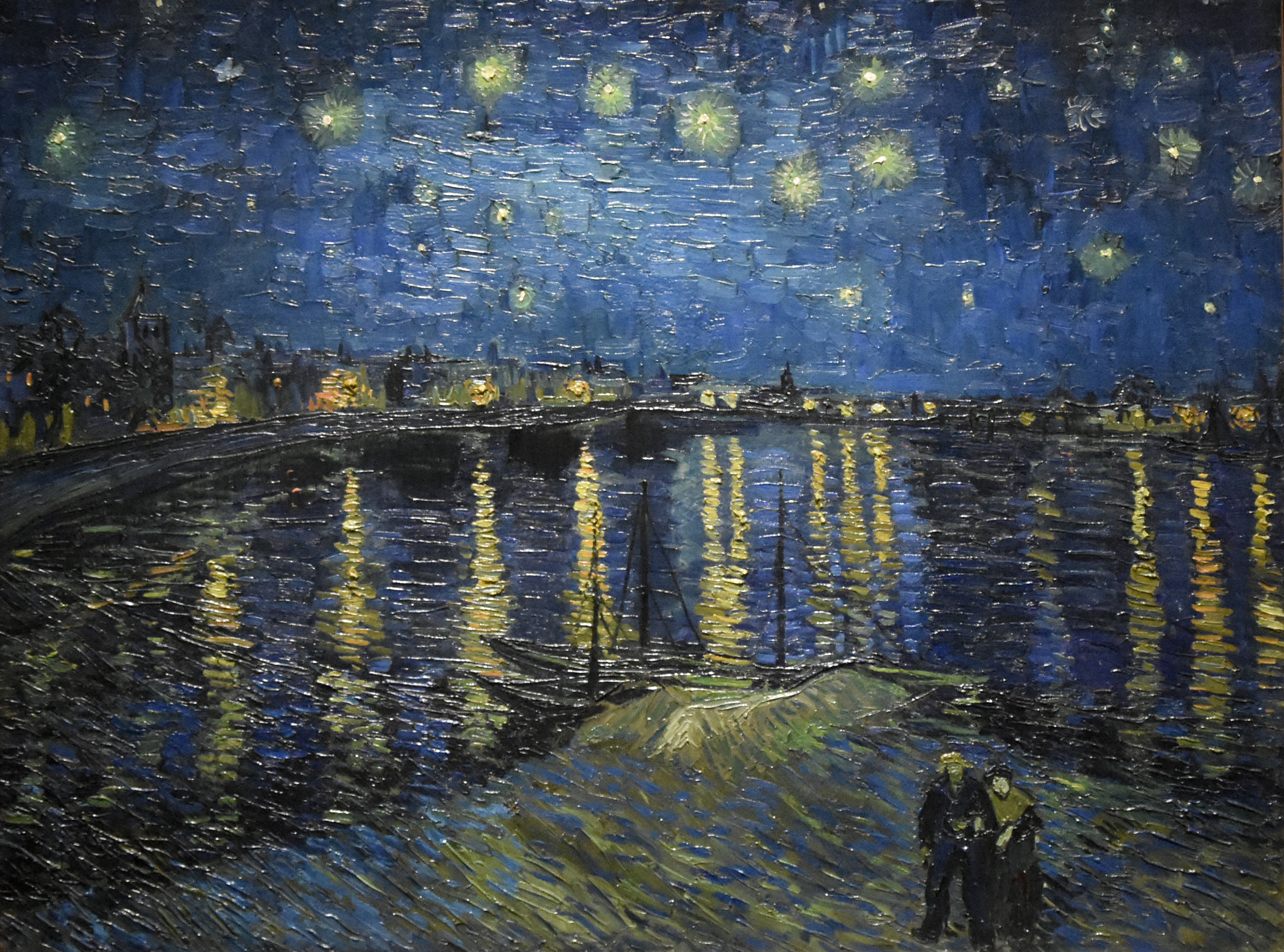
Sterrennacht boven de Rhône (1888) in het Musée d'Orsay

Op 4 december 1883 vertrok Van Gogh weer naar Hoogeveen om de volgende dag de trein te nemen naar zijn ouders in Nuenen. In zijn schilderijen uit deze tijd legde Vincent vaak het hardvochtige boerenleven vast; aan deze tijd herinneren onder andere Het Weefgetouw, Twee boerinnen, spittend, zeven afbeeldingen van windmolen De Roosdonck en vier afbeeldingen van de Genneper Watermolen in Eindhoven. In Eindhoven gaf hij ook les aan enkele kunstenaars, onder wie Anton Kerssemakers. Eind april 1885, een maand na het onverwachte overlijden van zijn vader, schiep hij zijn eerste, sombere, maar uitermate expressieve meesterwerk De aardappeleters. In november van datzelfde jaar vertrok Van Gogh naar Antwerpen. Verschillende tekeningen en schilderijen die hij bij zijn familie achterliet, zijn verloren gegaan toen zijn moeder en zuster Willemien begin 1886 naar Breda verhuisden.

### Antwerpen en academie
Na zijn verbitterd en onplezierig vertrek in november 1885 uit Nuenen naar Antwerpen, betrok Van Gogh aldaar een kleine kamer aan de Lange Beeldekensstraat, die hij inrichtte als atelier. Gedurende zijn korte verblijf in Antwerpen kwam Van Gogh onder de indruk van de Japanse prenten en houtsneden, die hij zag bij antiquairs en in boekhandels. Hij begon ze gretig te verzamelen en hing de goedkope Japanse kleurenprenten aan de muren van zijn verblijf. Hij werd geboeid door het decoratief en esthetisch kleurgevoel van deze prenten en dit zou dan ook een invloed hebben op zijn latere werken.
Hij voelde zich spoedig thuis in deze levendige stad met zeemanscafés, kroegen en bordelen. Eerst probeerde hij tekeningen en schilderijen te maken met romantische stadsgezichten en pittoreske straattaferelen en die vervolgens te slijten als souvenirs aan toeristen, maar hij verkocht er geen een (Kasteel Het Steen, Onze-Lieve-Vrouwekerk, De Grote Markt, Rijksmuseum Vincent van Gogh, Amsterdam). In feite had hij echter maar één doel: een zoektocht naar vrouwelijk schoon. Hij bezocht de musea en kerken in Antwerpen, waar meesterwerken van grote Vlaamse Meesters hingen, maar was slechts geïnteresseerd in hoe zij vrouwen uitbeeldden. Hij beschreef dit "vrouwelijk vlees" in onbedekte wulpse termen in brieven aan zijn broer Theo.
Niet meer gehinderd door de preutsheid in zijn vorig verblijf, zocht hij gedreven naar modellen die naakt wilden poseren. Hij ging hiervoor naar variététheaters, danscafés en bordelen, maar vond, bij gebrek aan geld, bijna niemand die hieraan wilde meewerken. Hij moest zich meestal beperken, gezeten aan een bar, tot vluchtige notities in een schetsblokje in zakformaat op zijn schoot (Dansende vrouwen (december 1885), zwart en gekleurd krijt op velijnpapier; Rijksmuseum Vincent van Gogh, Amsterdam). Gedurende zijn eerste maand in Antwerpen kreeg hij slechts enkele bezoekers in zijn atelier. Dit resulteerde in de schilderijen Kop van een oude man en Kop van een vrouw (december 1885, beide in Van Goghmuseum, Amsterdam). In december wilde er toch een vrouw voor hem poseren, dankzij geld dat Theo had opgestuurd. Het werd een schilderij met felle kleuren, een stijlbreuk met zijn voorgaande donkere werken: Portret van een vrouw met rode haarband (verzameling Alfred Wyler, New York).
Rond Kerstmis 1885 voelde Van Gogh zich zwaar neerslachtig en zocht hij troost in cafés en bordelen en vervloekte iedereen die hem had afgewezen. In januari 1886 vroeg Theo aan Vincent om Antwerpen te verlaten, maar Vincent weigerde koppig.
Op 18 januari 1886 liet hij, in tegenspraak met zijn vroegere voornemens, zich inschrijven aan de prestigieuze Academie voor Schone Kunsten van Antwerpen. Hij wilde er nieuwe vrienden maken, zodat hij zich kon bevrijden uit zijn artistieke eenzaamheid, maar hij hield het er geen drie maanden vol.
Hij kreeg ruzie met zijn docent Karel Verlat die een avondtekenklas "Antiek" gaf. Hoewel hij het tekenen naar gipsen afgietsels van antieke sculpturen verafschuwde, gedroeg hij zich aanvankelijk voorbeeldig. Dit resulteerde onder andere in Gipsen torso, De discuswerper en Gipsbeeldje van een paard (alle in het Van Goghmuseum, Amsterdam). Verlat liet hem echter niet schilderen en hij mocht evenmin werken met levende modellen, de hoofdreden waarvoor Van Gogh naar de Academie gekomen was. Toch probeerde Van Gogh dit in het schildersatelier, maar hij werd door de leraar minachtend teruggestuurd naar de tekenklas. Deze klas "Antiek" werd gegeven door Frans Vinck. Van Gogh schreef zich nadien in voor een tweede tekenklas, 's middags gegeven door Eugène Siberdt, een leraar van de cursus "Tekening figuur naar het leven". Siberdt was iemand die streefde naar klassieke perfectie. Een botsing met de rusteloze aard en koortsachtige werkmethode van Van Gogh was onvermijdelijk. Van Gogh noemde, in het bijzijn van de leerlingen, de methodes van Siberdt volstrekt verkeerd. Hij tekende een gipsen afgietsel van een Griekse godin als een stevig gebouwde naakte Vlaamse matrone, tot afschuw van zijn leraar. Dit was het begin van het einde van zijn opleiding aan de Academie. Toen hij een tekening als eindwerk instuurde, verwachtte hij er al niet veel van, maar hij werd zelfs vernederd door de jury; hij moest terug naar een cursus op beginnersniveau bij leerlingen van tien jaar. Van Gogh verliet verbitterd de Academie. Pas een maand later beslisten de leraren dat Van Gogh zijn jaar moest overdoen. In tegenstelling tot hardnekkige beweringen in de literatuur, werd hij dus niet door Siberdt weggestuurd: hij was al vertrokken.
Nadien sloot hij zich nog even aan bij een chaotische tekenclub in een café op de Grote Markt van Antwerpen. Deze bestond uit studenten van de Academie, die zich hier beter konden uitleven. Zij konden hier naakte modellen tekenen en vrouwen werden hiertoe luidruchtig aangemoedigd. Ook hier werd Van Gogh met zijn vreemde tekeningen en schilderijen door hen bespot en afgewezen. Hij bleef er nog even hangen als kluizenaar en maakte vluchtige tekeningen met potlood en krijt. Hij poseerde er zelfs voor een vluchtig aquarelportret door de jonge Engelsman Horace Mann-Livens (1862-1936).
In Antwerpen was Van Gogh ziek geworden. Bovendien was er syfilis bij hem geconstateerd. Dit, het armoedig leven, slechte voeding en te veel roken bezorgden hem koorts, kuchhoesten, maagkrampen en mondpijn. Zijn tanden begonnen te rotten en af te breken. Eind februari 1886 liet hij, ten einde raad, een derde van zijn tanden uittrekken door een tandarts en dit zonder verdoving, behalve wat sterke drank. Hij stuurde nog steeds geruststellende brieven naar zijn broer Theo, maar in feite waren zijn fantasieën over het Antwerpse leven aan het instorten. Hij geraakte uitgeput en overwerkt en had doodsgedachten.
Uit die tijd stammen enkele schilderijen van naaktmodellen, gezichten vanuit zijn raam op achterhuizen en vooral het olieverfschilderij Kop van een skelet met brandende sigaret (februari 1886), in het Van Gogh Museum, Amsterdam. Dit is in feite zijn eerste zelfportret, want zo zag hij zichzelf toen.
Hij verlangde meer en meer naar Parijs en probeerde een uitnodiging van zijn broer uit te lokken. Zijn smeekbrieven werden beantwoord met uitvluchten en verzoeken om terug te keren naar Nederland. Toen Theo ten slotte weigerde, stapte Vincent resoluut op de nachttrein naar Parijs, zonder zijn schulden in Antwerpen (huur, verf, tandarts) te betalen.
Het korte verblijf in Antwerpen had wel een beslissende en bevrijdende invloed op zijn latere kunstrichting. Het was een breuk met de calvinistische strengheid in Nederland, die resulteerde in een zwaarmoedige en duistere weergave van zijn omgeving. Nu kon hij experimenteren en zijn eigen artistieke mogelijkheden ontdekken.

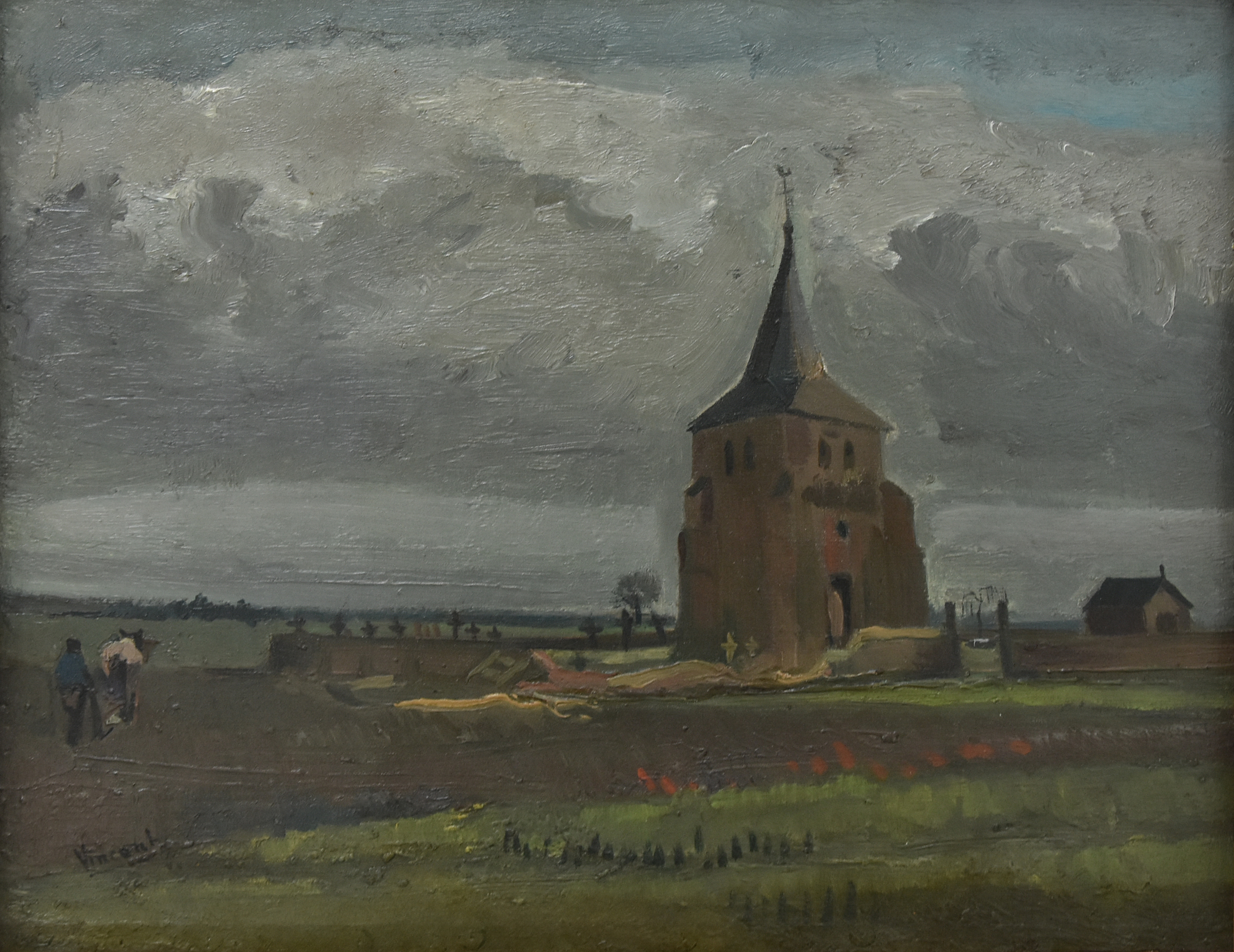
De oude toren van Nuenen (februari/maart 1884) (collectie Kröller-Müller Museum)
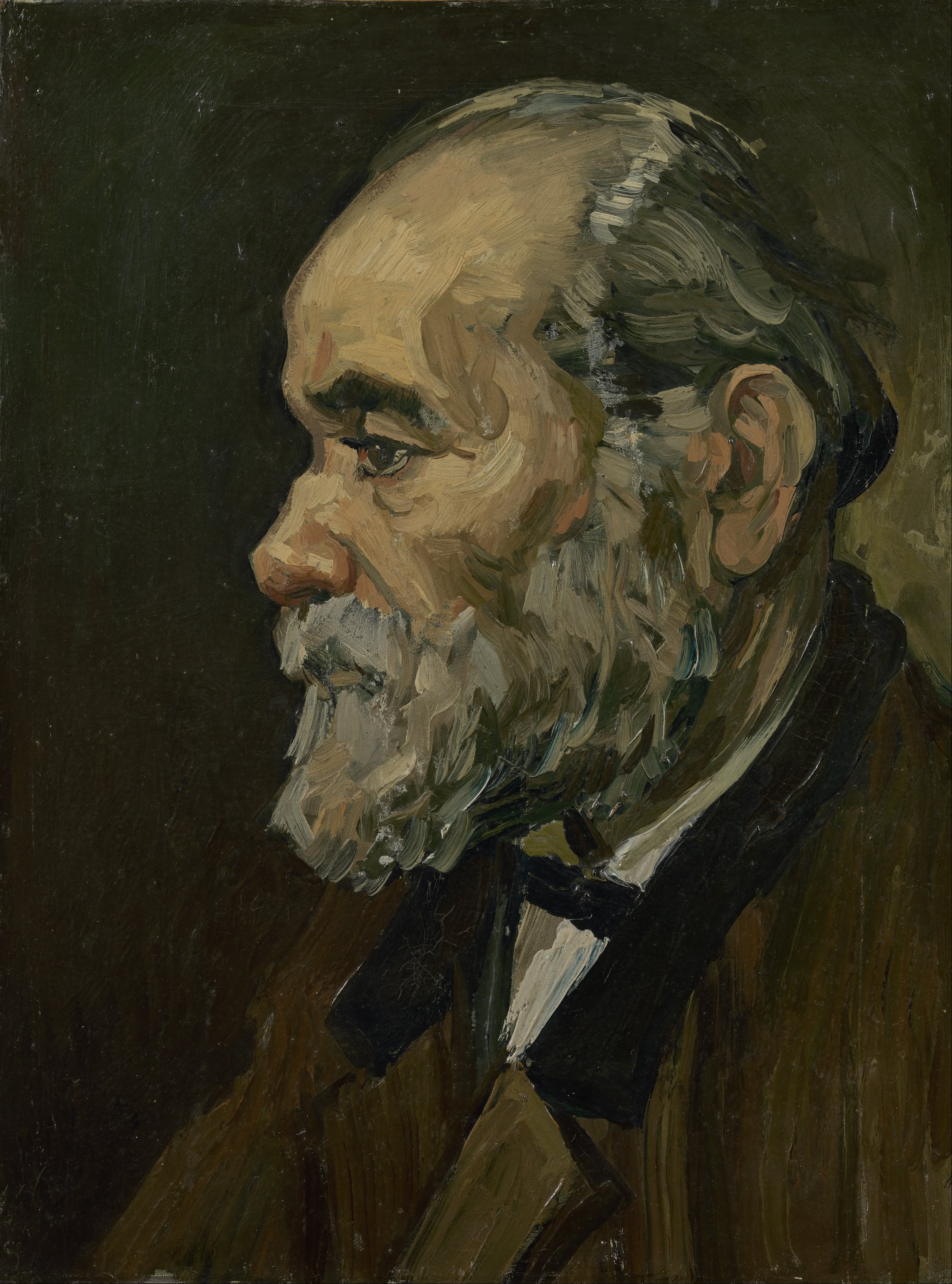
Kop van een oude man
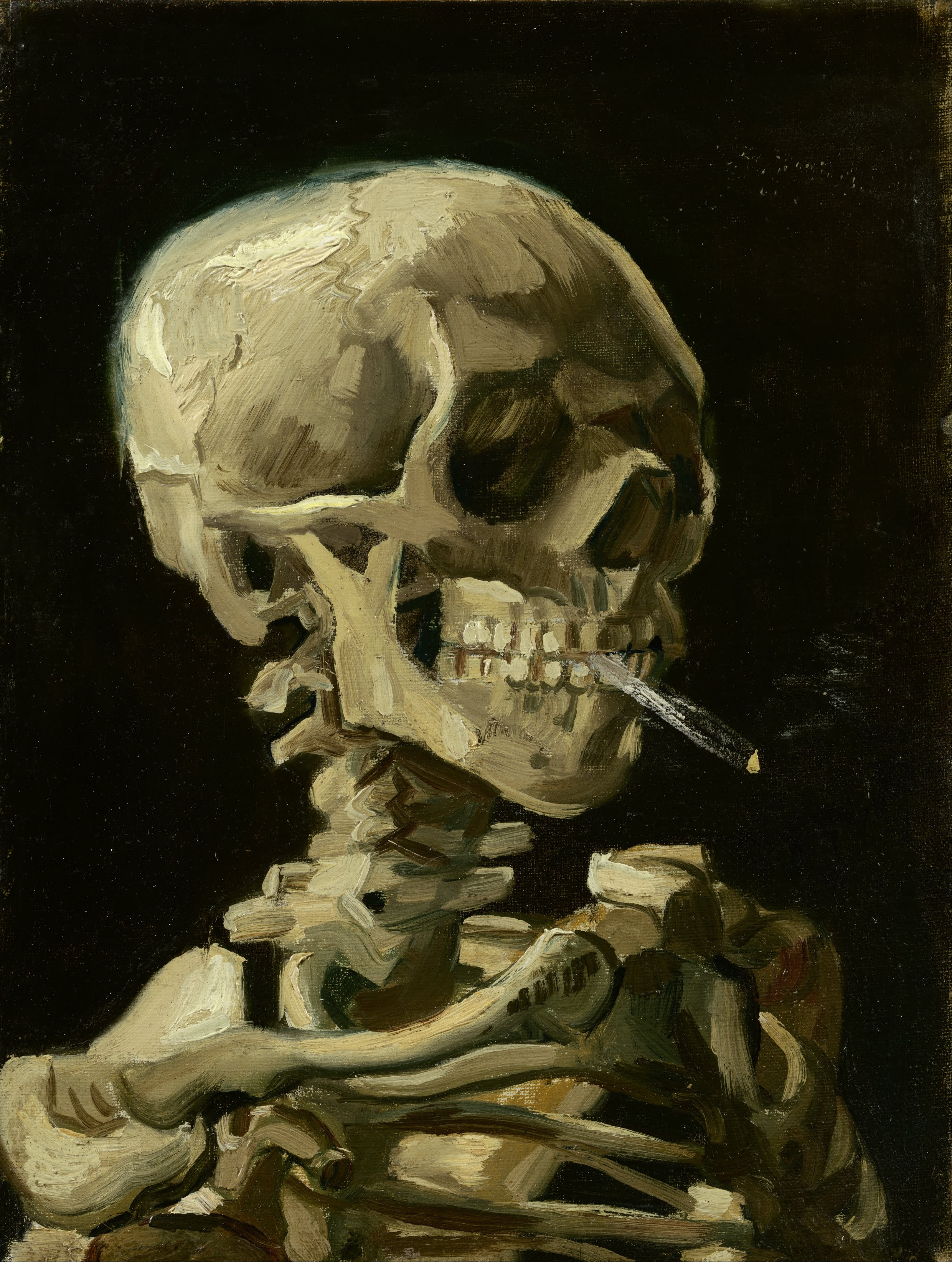
Kop van een skelet met brandende sigaret
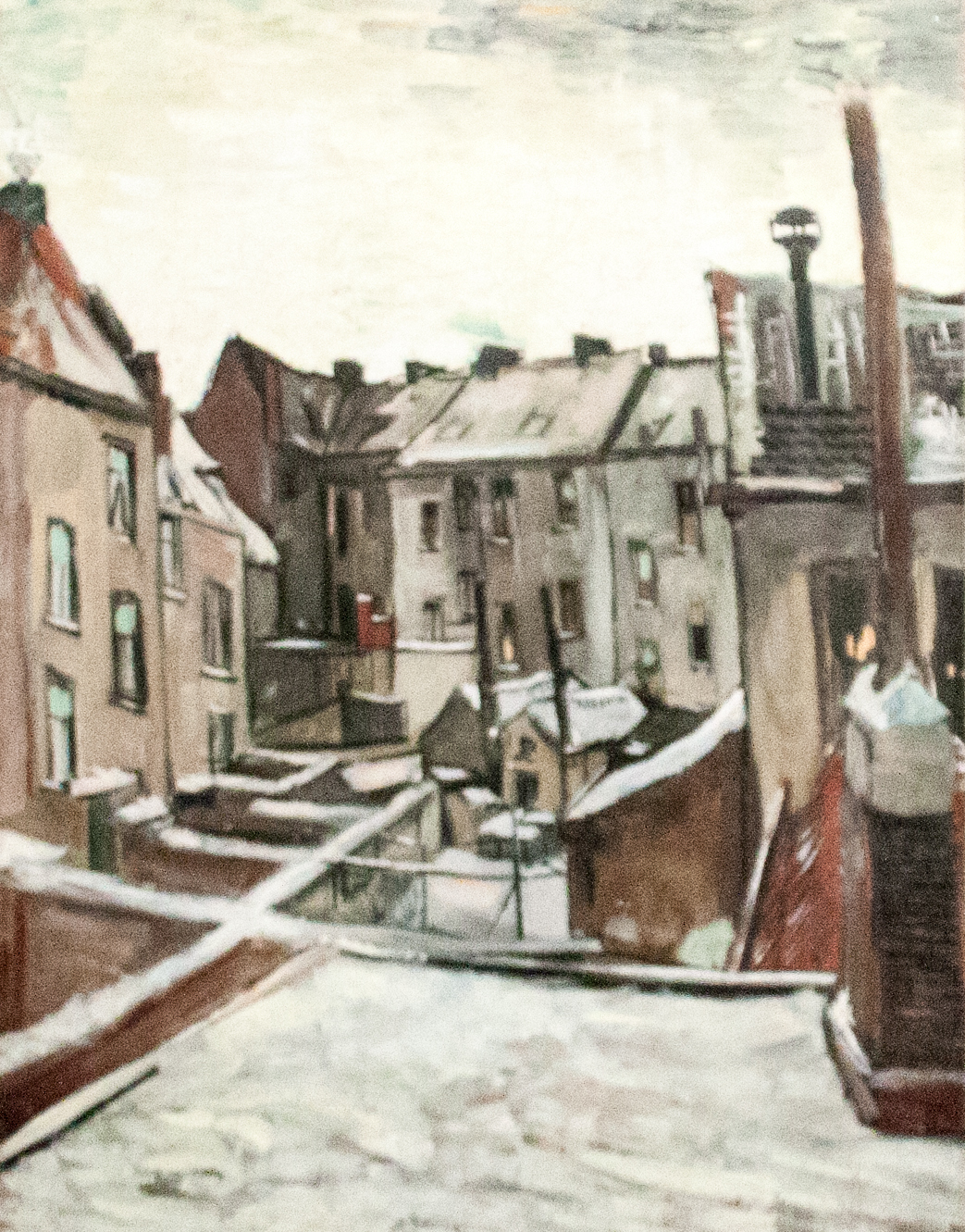
Achterhuizen
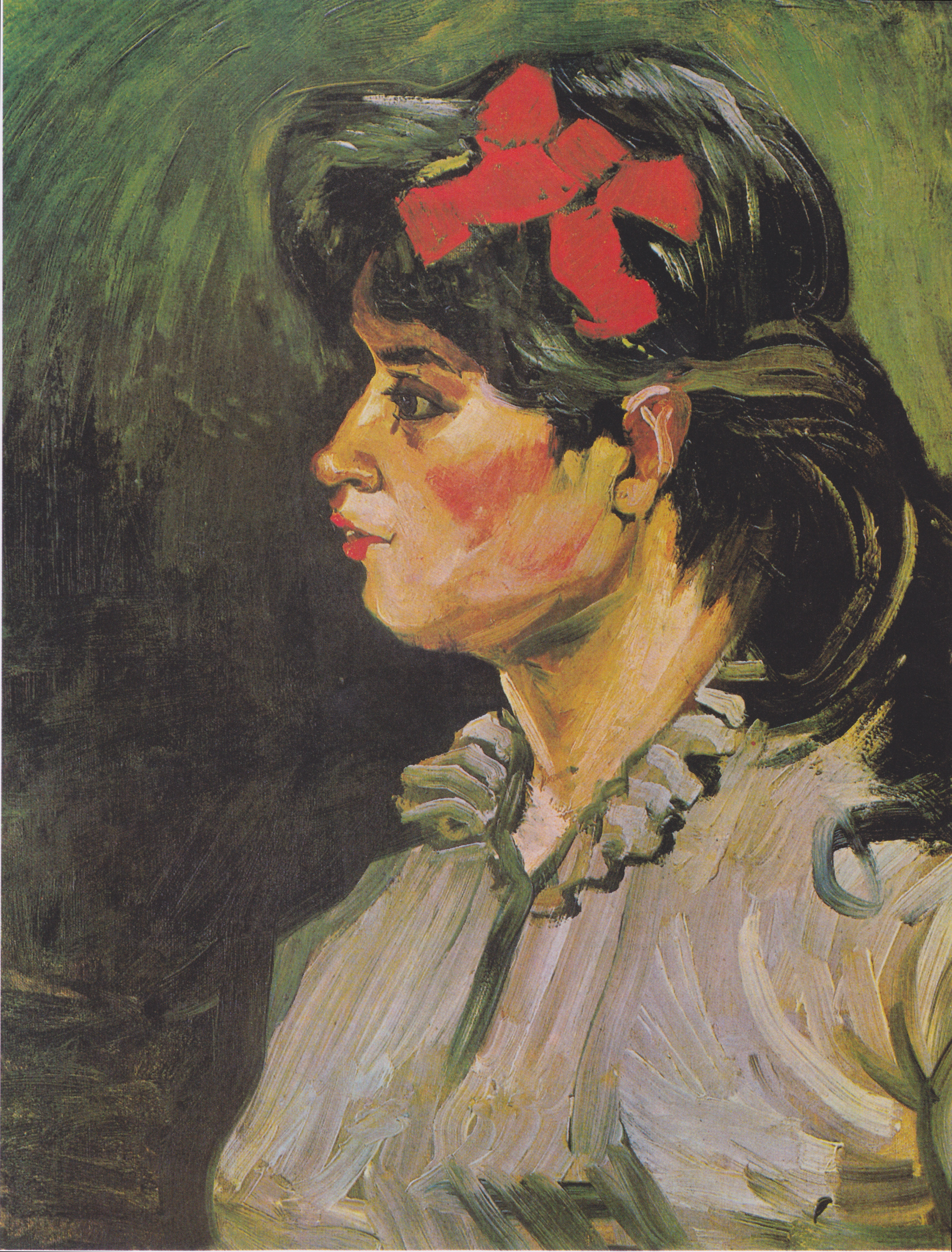
Portret van een vrouw met rode haarstrik
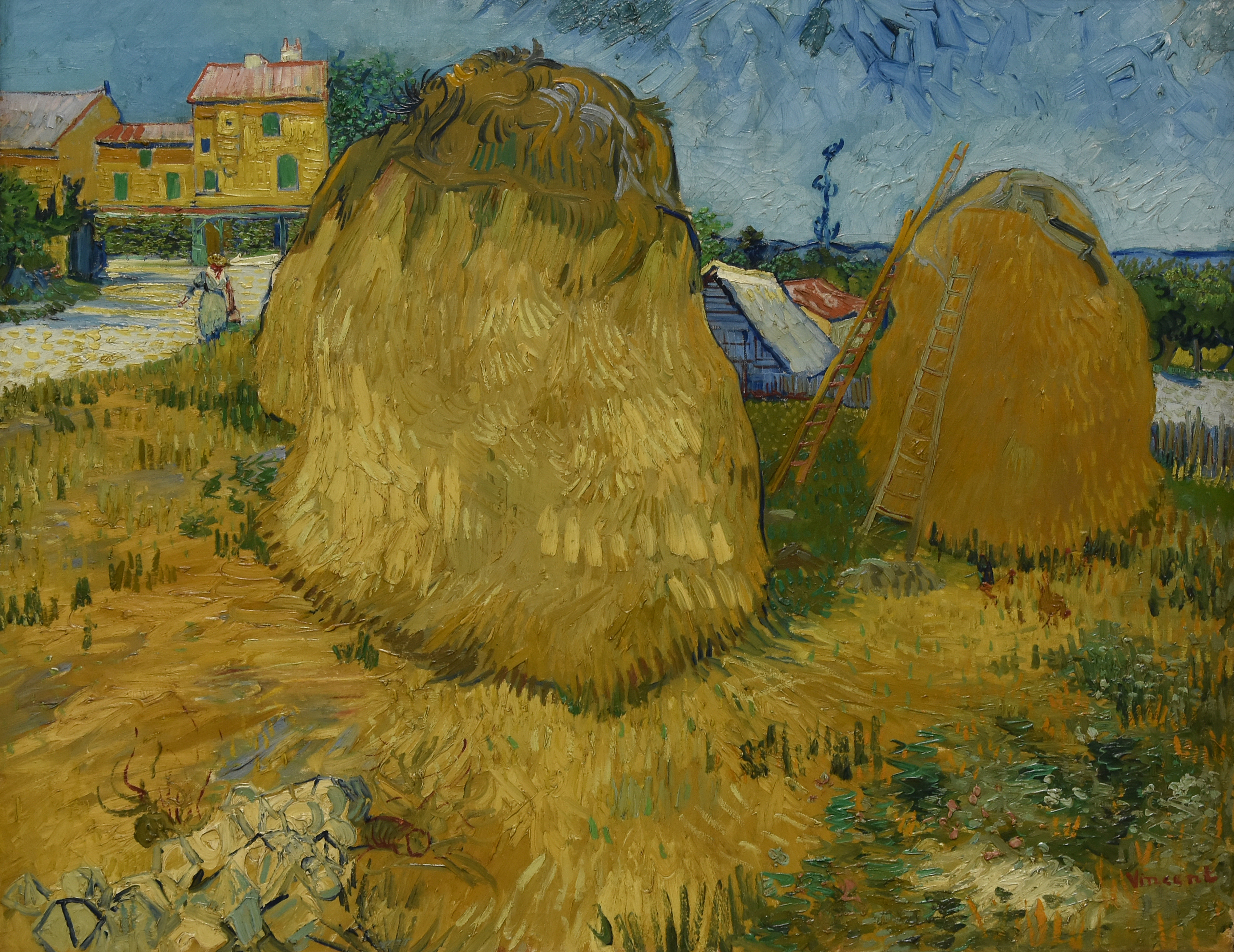
Korenschelven in de Provence (collectie Kröller-Müller Museum)

### Parijs

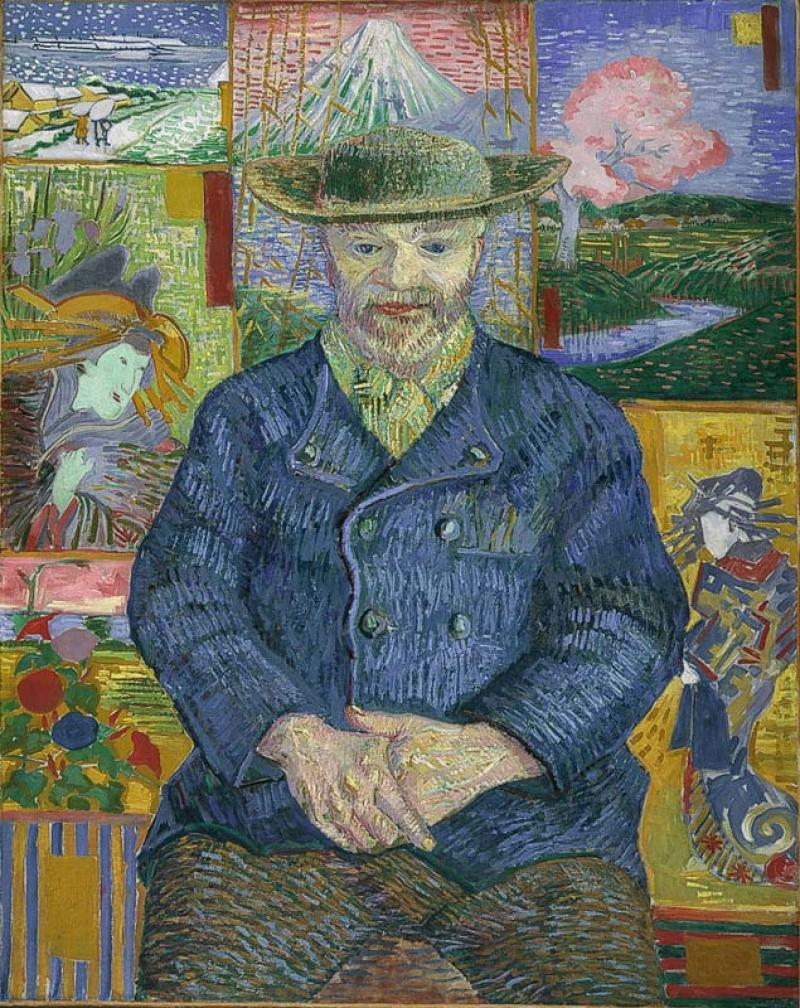
Portret van père Tanguy, 1887

In maart 1886, op 33-jarige leeftijd, verliet Van Gogh onverwachts België. Hij ging inwonen bij Theo in Parijs, Rue Lepic 54 in Montmartre, waar hij een eigen atelier kreeg. Hier werkte hij verder aan zijn artistieke doorbraak. Hij raakte bevriend met Henri de Toulouse-Lautrec en met Émile Bernard, terwijl hij bewondering had voor de bloemstillevens van Adolphe Monticelli, de romantische Eugène Delacroix en de allegorische Pierre Puvis de Chavannes.
Belangrijker nog was zijn contact met het Franse impressionisme, tien jaar na het ontstaan. De reeks "Salons des Impressionnistes" waren voorbij en Paul Signac, met wie hij vaak ging schilderen in Asnières, worstelde als post-impressionist met het divisionisme. Georges Seurat, Paul Gauguin, Camille Pissarro en Armand Guillaumin behoorden tot zijn kennissen.
De relatie tussen Vincent en Theo kwam enige tijd onder druk te staan toen bleek dat Vincent voortdurend met Jan en alleman ruziemaakte. Pas tegen het eind van Vincents verblijf knapte de relatie weer op en kregen de broers weer een zeer innige band. Ook gedurende deze periode werkte Vincent onvermoeibaar hard, ten koste van zijn gezondheid.

### Arles
Het Parijse leven was erg druk voor de zwakker wordende Van Gogh en vaak ook grauw en koud. Hij was 34 jaar oud toen hij Parijs verliet in februari 1888. Hij ging naar Arles in het zuiden van Frankrijk in de Camargue. Het was er echter al even koud: het vroor er en er lag sneeuw. In mei 1888 betrok Van Gogh vier kamers in een huurhuis (het "gele huis"), in het rechterdeel van een huis aan de Place Lamartine in Arles. Op het schilderij dat hij van dit plein maakte, is zijn woning herkenbaar aan de groene luiken. Eindelijk had hij een plek gevonden waar hij niet alleen kon schilderen, maar ook vrienden kon laten logeren. Hij wilde van dit gele hoekpand een kunstenaarshuis maken, waar schilders samen konden wonen en werken.
Vlak nadat Van Gogh in het gele huis was ingetrokken, stuurde hij Theo een beschrijving en een schets van zijn schilderij van het huis "onder een zwavelkleurige zon, onder een lucht van zuiver kobalt. Het motief is zo moeilijk! Maar juist daarom wil ik het onder de knie krijgen. Want het is ontzagwekkend, die gele huizen in de zon en dan de onvergelijkelijke helderheid van het blauw." Die indrukken vertaalde hij in zijn atelier treffend naar deze compositie in contrasterende kleuren.
Van Gogh heeft in dit schilderij, dat hij zelf De straat noemde, zijn naaste omgeving weergegeven. Links is het restaurant te zien waar hij vaak ging eten. Het huis van zijn vriend, de postbode Joseph Roulin, lag voorbij de tweede spoorbrug. Het was zijn droom hier een kunstenaarsgemeenschap (Atelier van het Zuiden) op te richten, maar uiteindelijk kwam alleen Paul Gauguin erop af. Deze relatie duurde slechts enkele maanden en eindigde in een klinkende ruzie.
Onder de Franse zuiderzon maakte Van Gogh zijn opzienbarendste werken in een koortsachtig tempo, soms meerdere op een dag. Het werden echter zijn laatste twee levensjaren, met dramatische crises. Hij werd gekweld door, wat hijzelf noemde, "de stem van de verschrikkelijke luciditeit". Hij behaalde in die periode zijn grootste artistieke triomfen door de intense weergave van het licht van het zuiden in door hitte geteisterde doeken. Zijn beroemdste werken dateren uit deze periode. Het is een hoogtepunt in zijn korte loopbaan. De Twaalf zonnebloemen in een vaas (augustus 1888; Neue Pinakothek, München) werd (zoals de Mona Lisa van Leonardo da Vinci) een van de populairste schilderijen in de kunstgeschiedenis.
Hij wilde de Middellandse Zee ontdekken en trok voor een vijftal dagen naar het nabijgelegen Saintes-Maries-de-la-Mer, waar hij onophoudelijk schetsen en tekeningen maakte van de omgeving. Terug in Arles zette hij zijn bekende Vissersboten op het strand op het doek en Brug van Langlois.
Ook zijn kenmerkende portretten ontstonden in deze periode, zoals de twee schilderijen van de zoeaaf (juni 1888), van Roulin en Eugène Boch. In 2013 werd in Noorwegen een verloren gewaand werk gevonden: Zonsondergang bij Montmajour (juli 1888), waarvan tot dan toe enkele pentekeningen bekend waren.

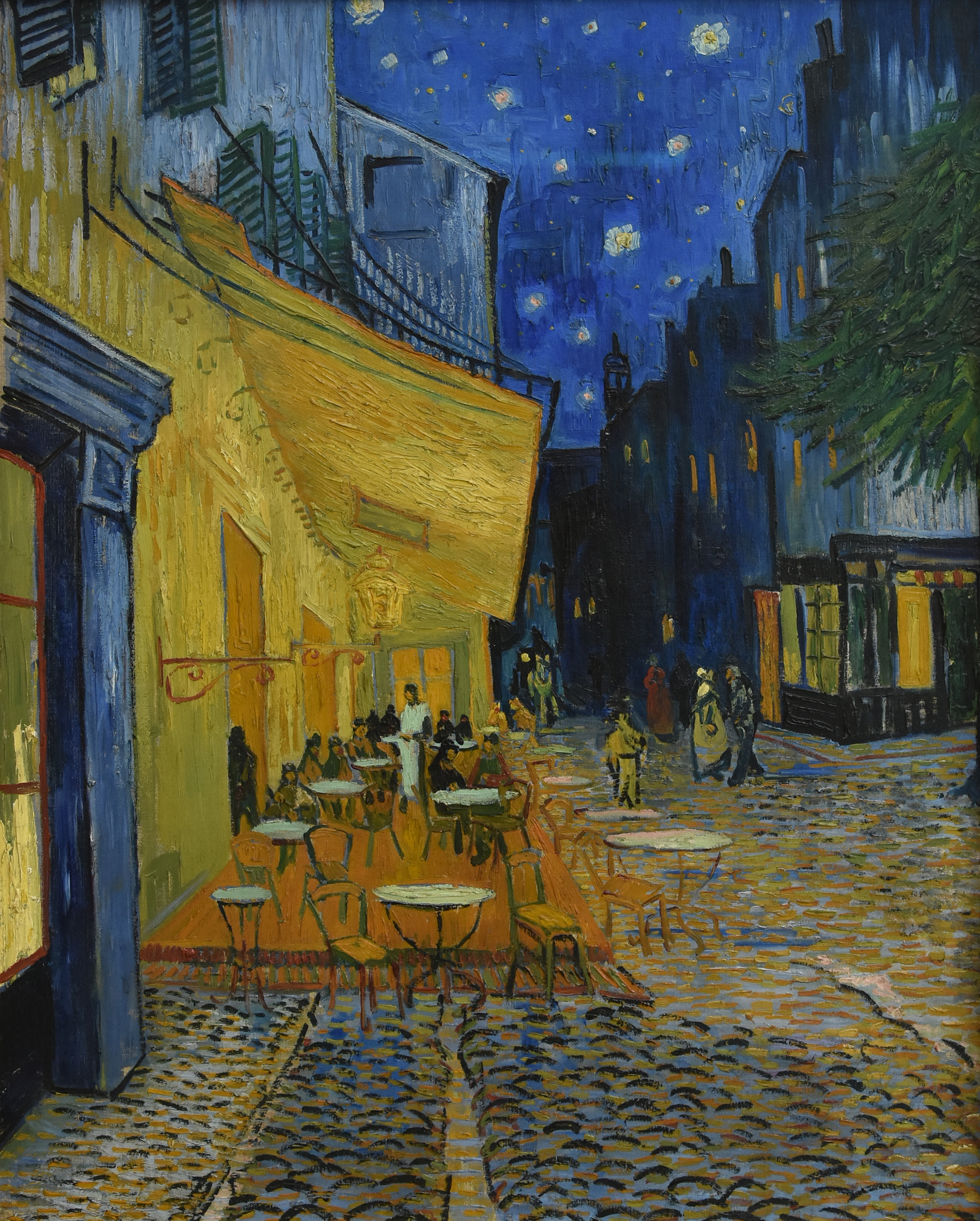
Caféterras bij nacht (place du Forum)

Van Gogh huurde het "gele huis", schilderde het indrukwekkende Nachtcafé en verwerkte uitzonderlijke motieven van oogst, wijngaard en cipressen. Op 23 oktober 1888 kwam Paul Gauguin bij hem logeren, maar nauwelijks twee maanden later volgde de breuk, tijdens een hoogoplopende ruzie over de plaatselijke cafébazin. Beiden waren verliefd op haar, zodat ze haar al vele malen geschilderd hadden.
De Duitse kunsthistorici Hans Kaufmann en Rita Wildegans onderzochten gedurende tien jaar politierapporten, getuigenverklaringen en brieven van de beide schilders. Volgens hen zou Paul Gauguin van plan zijn geweest het gele huis in Arles na een verblijf van twee maanden te verlaten. Van Gogh zou hem boos achterna de straat op zijn gelopen, waarop een ruzie zou zijn ontstaan en Gauguin uithaalde met zijn degen en daarmee een deel van Van Goghs oor afhieuw. Daarna zouden ze hebben afgesproken hierover te zwijgen: Gauguin om strafvervolging wegens het toebrengen van letsel te ontlopen en Van Gogh om de vriendschap te behouden. De Duitse kunstwetenschappers vinden steun voor hun stelling in de laatste brief van Van Gogh aan Gauguin. Daarin schreef hij: "Jij bent stil, ik zal het ook zijn." Ook in brieven aan zijn broer Theo menen zij impliciete verwijzingen naar het incident te kunnen herkennen. In 2008 publiceerden zij hun bevindingen in een boek (zie onder Literatuur). Curator Leo Jansen van het Van Gogh Museum wijst hun conclusie af. De aangevoerde bewijzen zijn volgens hem voor een groot deel uit hun verband getrokken.
Vaker wordt beweerd dat Van Gogh zelf een stuk van zijn oor sneed en dat de tinnitus waaraan hij leed hier de aanleiding toe was. Vervolgens zou Van Gogh zijn oor aan een prostituee hebben gegeven en terug naar huis zijn gegaan. Lange tijd werd gedacht dat Van Gogh alleen zijn oorlel afsneed. Dat was gebaseerd op een verhaal van Van Goghs schoonzus, die echter niet in Arles was toen het gebeurde. In 2016 werd een onderzoek gepubliceerd waarbij onder meer gekeken was naar een brief van Félix Rey, de arts die Van Gogh na het incident behandelde. Uit een bijliggende schets blijkt dat Van Gogh vrijwel zijn hele oorschelp afgesneden had.
In januari 1889 was Van Gogh hersteld en ging hij opnieuw driftig aan het werk met verschillende versies van La Berceuse, waarvoor Madame Roulin model stond. Verder schilderde hij nieuwe variaties Zonnebloemen. De buurtbewoners maakten zich echter zorgen om de "vagebond" in het gele huis.

### Saint-Rémy-de-Provence

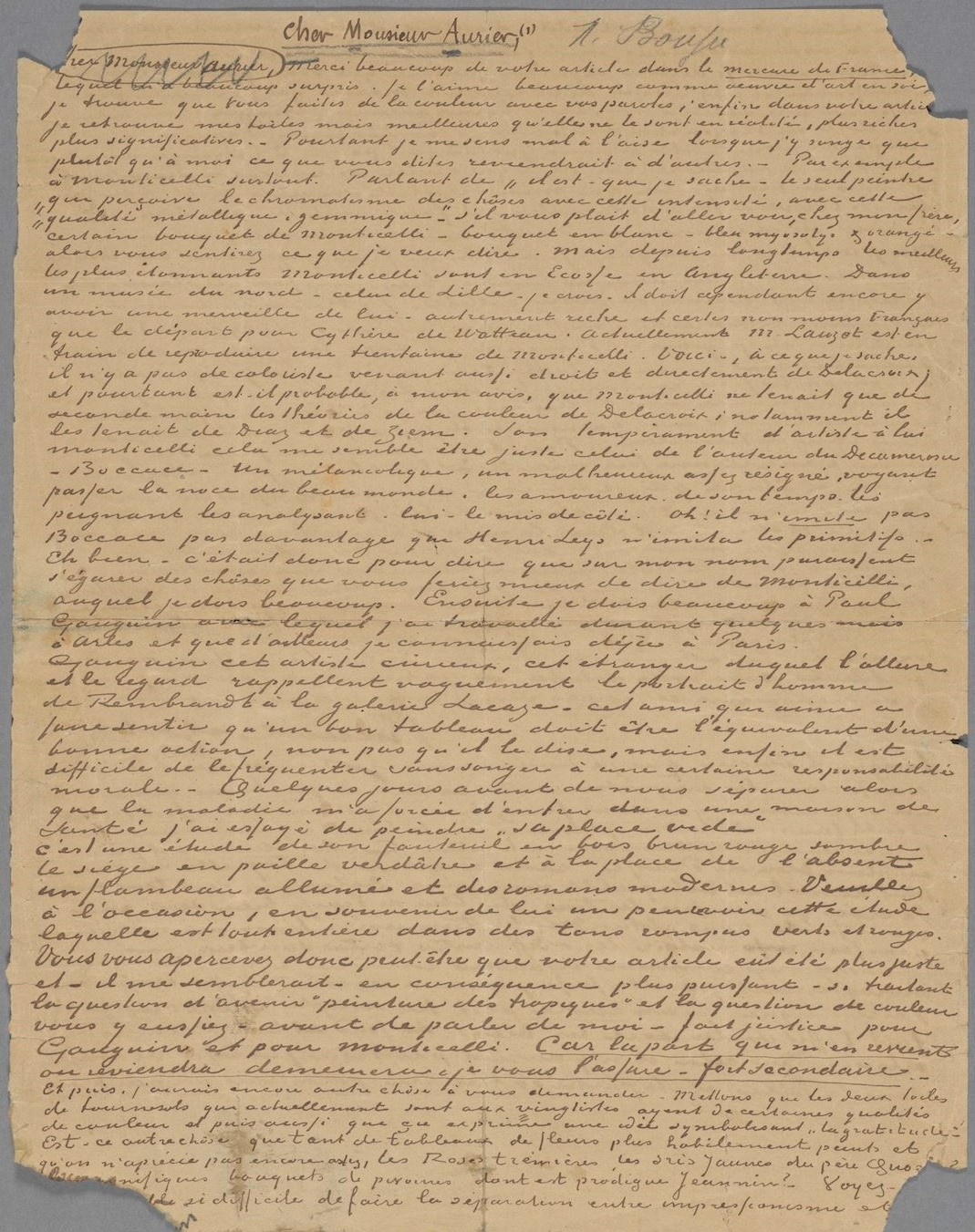
"Cher Monsieur Aurier". Bedankbrief van Vincent van Gogh aan Albert Aurier voor diens lovende kritiek, 8 of 9 februari 1890.

Vincent van Goghs broer Theo trouwde in april 1889 te Amsterdam met Johanna Gesina Bonger. Het ging weer minder goed met Vincent en hij liet zich vrijwillig opnemen te Saint-Rémy-de-Provence, in de instelling Saint-Paul-de-Mausole aan de voet van de Alpilles. Er werd een klein atelier ingericht, waarin hij kon schilderen tijdens de steeds zeldzamere momenten zonder zenuwcrisis. In dat jaar maakte hij hier ongeveer 150 schilderijen. Het was de tijd van de Irissen, de Seringen, gele korenvelden, olijfbomen en cipressen.
De zenuwinzinkingen volgden elkaar op. Tijdens een crisis in augustus 1889 had hij giftige verf ingeslikt. Toch bleef Van Gogh doorwerken, zij het in deze korte periode uitsluitend met tekeningen. Omdat hij op bepaalde momenten niet meer naar buiten wilde, uit vrees voor een nieuwe crisis, maakte hij, vanaf oktober 1889, enkele kopieën naar werken van Rembrandt (De opwekking van Lazarus), Delacroix (De barmhartige Samaritaan), Millet (De houthakker, Avond, Twee spittende boeren, De zaaier, Middagdutje), Honoré Daumier (De drinkers), Gustave Doré (De gevangenisbinnenplaats) en Virginie Demont-Breton (Haar man is op zee).
In april 1890 toonde Theo tien werken van zijn broer op de Salon des Indépendants in Parijs, waaronder Sterrennacht boven de Rhône.
De naam Van Gogh was intussen doorgedrongen tot België en in januari 1890 werd hij uitgenodigd op de expositie van Les XX te Brussel. Hij nam eraan deel met zes schilderijen. Hij kreeg er gunstige reacties, zoals een lovend krantenartikel door Gabriel Albert Aurier en op deze tentoonstelling werd De rode wijngaard gekocht door Anna Boch.
Tijdens zijn leven is er waarschijnlijk maar één schilderij verkocht: De rode wijngaard (Poesjkinmuseum in Moskou). Anna Boch, een Belgische kunstenares en zus van zijn vriend dokter Eugène Boch, kocht het voor 400 frank op de expositie van de Brusselse Les XX in 1890, een paar maanden voor Van Goghs dood. Voordien had de Belgische mecenas Henri Van Cutsem (1839-1904) twee tekeningen gekocht van Vincent van Gogh, waaronder Olijfbomen in Montmajour (door hem geschonken aan het Museum voor Schone Kunsten in Doornik), een van de eerste tekeningen gemaakt door Van Gogh in de Provence.
Vincent verliet de instelling van Saint-Rémy-de-Provence in mei 1890 en reisde naar Auvers-sur-Oise, in de buurt van Parijs, waar dokter Gachet woonde. Op doorreis bezocht hij Theo en diens vrouw in Parijs.

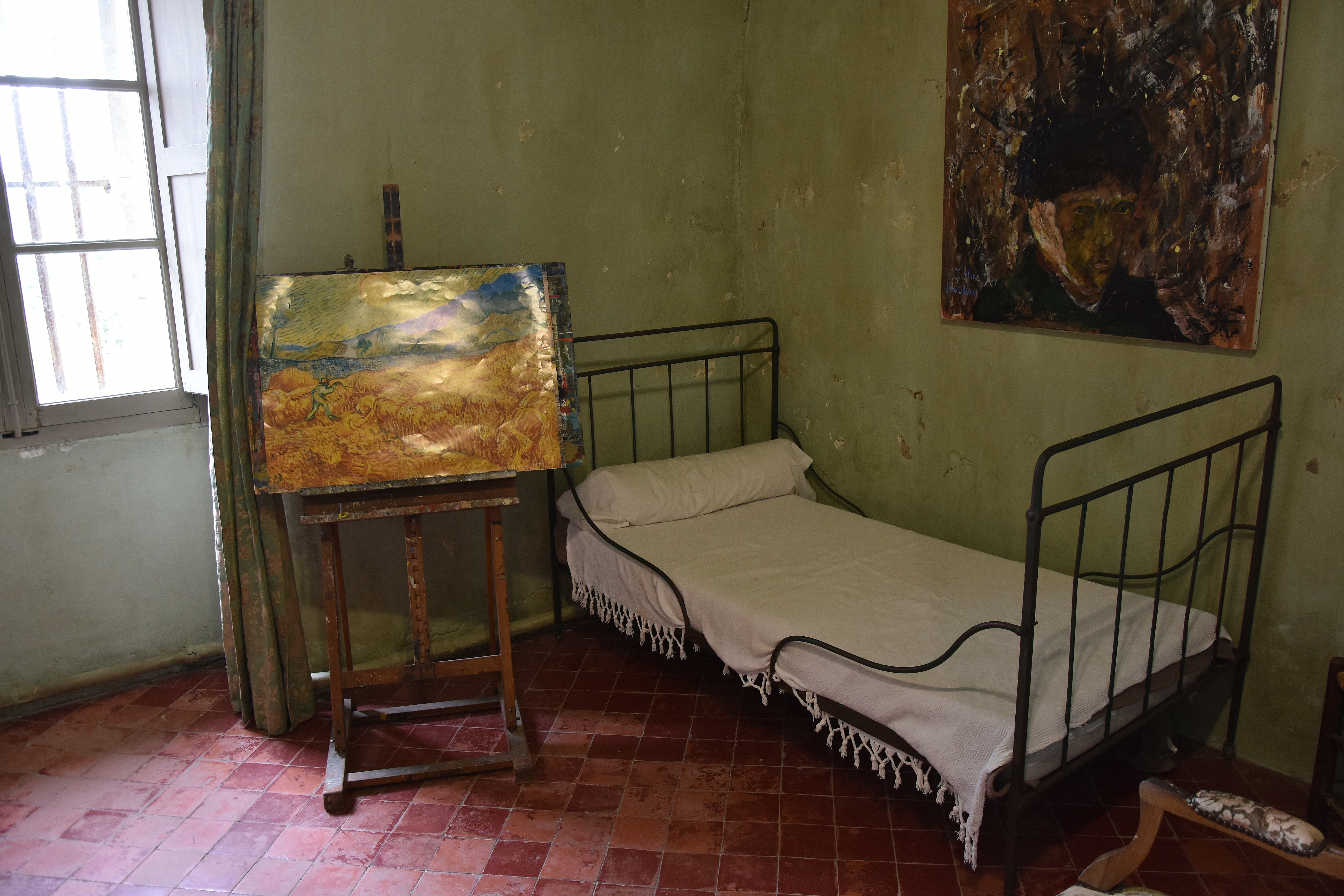
Kamer van Vincent van Gogh in Saint-Paul de Mausole

### Auvers

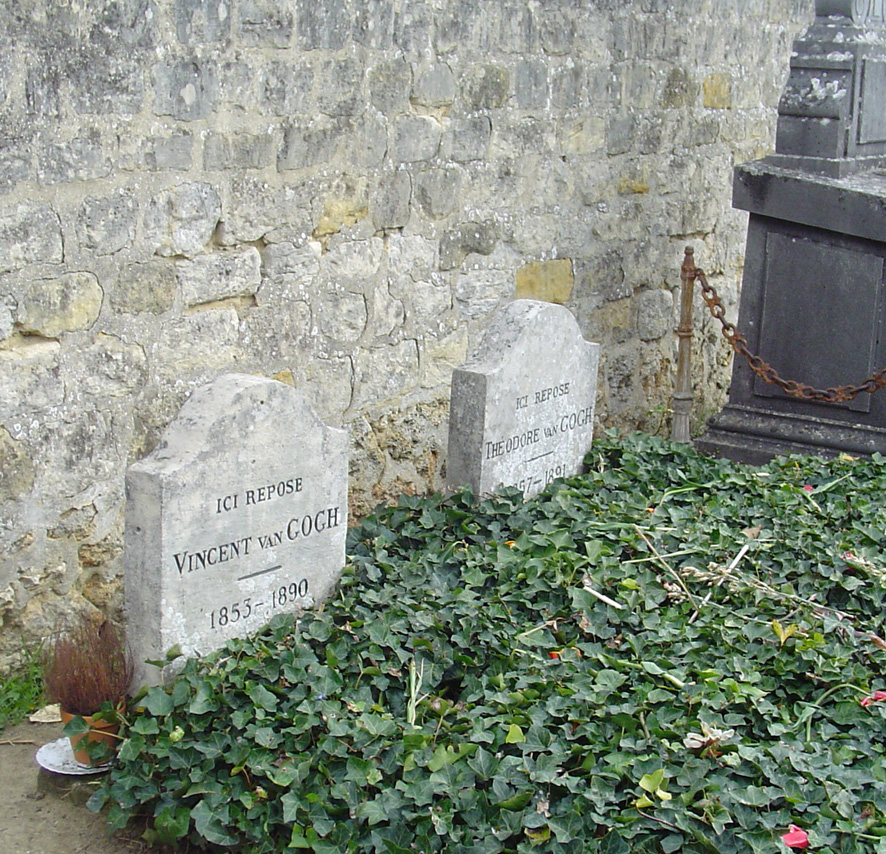
Graven van Vincent van Gogh en zijn broer

In mei 1890 kwam Van Gogh in Auvers aan en huurde er een zolderkamer in de herberg van Ravoux. Weer schilderde hij portretten, onder meer het bekende portret van Dr. Gachet. De eindeloze gele korenvelden met de donkerblauwe, vaak wervelende hemels rond Auvers werden nu zijn herhaalde motieven.
Lange tijd was niet bekend welk schilderij Van Gogh als laatste maakte. Aanvankelijk werd gedacht aan Korenveld met kraaien. Uit de donkere onweerslucht en opvliegende kraaien concludeerde men dat dat schilderij mogelijk een aankondiging van de schilder zou zijn geweest van zijn aanstaande zelfmoord. Deze stelling werd niettemin weerlegd door brieven van Van Gogh, waaruit bleek dat het schilderij al aan het begin van de maand juli was geschilderd, terwijl hij op 29 juli overleed.
In 2012 bracht een onderzoek door Louis van Tilborgh (Van Gogh Museum) en Bert Maes (ecoloog) aan het licht dat Boomwortels Van Goghs laatste schilderij moet zijn geweest. Dit abstract ogende schilderij is niet afgemaakt, terwijl van Van Gogh bekend is dat hij een ambachtsman was die een eenmaal begonnen schilderij altijd afmaakte. Dat het dit schilderij moet zijn geweest en niet een ander schilderij dat hij niet had afgemaakt, bleek uit een briefje van de zwager van Theo van Gogh, waarin hij dit schilderij beschreef waaraan Vincent de dag voor zijn dood was begonnen. Op 28 juli 2020 werd bekend dat dit laatste schilderij naar de natuur geschilderd is, naar een plek die 120 meter af ligt van die waar Van Gogh overleed.

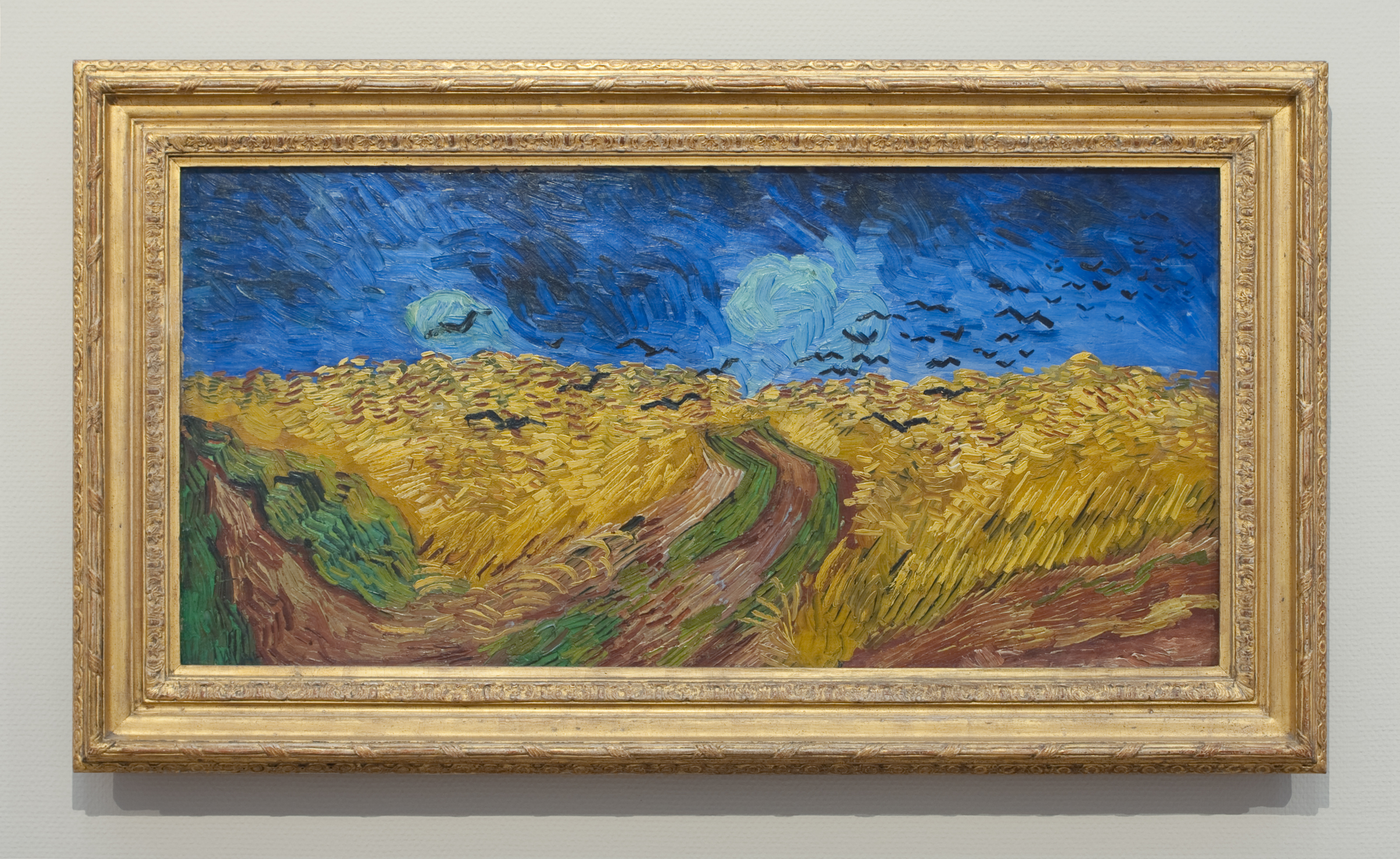
Korenveld met kraaien, 1890

### Overlijden
Van Gogh schoot zichzelf op 27 juli 1890, 37 jaar oud, in de borst met een revolver. Hij wilde zich door het hart schieten, maar miste. De kogel, waarvan het traject niet duidelijk is vastgesteld, raakte geen vitale organen. Daardoor stierf hij pas op 29 juli aan inwendige bloedingen, met Theo aan zijn zijde.
De Amerikaanse kunstkenners Steven Naifeh en Gregory White Smith suggereren in hun biografie Van Gogh: The Life (oktober 2011) dat Van Gogh geen zelfmoord heeft gepleegd, maar dat het dodelijke schot mogelijk werd gelost tijdens een onduidelijk voorval met een groepje opgeschoten jongens die Van Gogh al weken hinderlijk volgden. De jongste van hen zou het pistool van zijn herbergier Ravoux hebben ontvreemd. Zij wijzen er in dit verband op dat het vuurwapen nooit is gevonden. 
De aannames van Naifeh en Smith zijn niet wetenschappelijk verdedigbaar en veelvuldig weerlegd. De auteurs claimen ook geen wetenschappelijke opleiding of methode. Hun hypothese heeft niettemin een grote verschuiving veroorzaakt in de media en filmindustrie. De films Loving Vincent en At Eternity's Gate spelen in op Naifeh en Smiths sensationele herinterpretatie van de historische feiten. De omstandigheden die tot Van Goghs dood leidden zijn duidelijk : de schilder had al verschillende zelfmoordpogingen gedaan tijdens zijn verblijf in Saint-Rémy-de-Provence in 1889 en 1890 en uit zijn briefwisseling valt op te maken dat hij gedurende de laatste weken van zijn leven depressief was. Het chirurgisch verwijderen van de kogel was gezien de omstandigheden geen optie. Zijn broer, twee artsen, twee gendarmes, herbergier Arthur Ravoux, kunstschilder Anton Hirschig, die allen getuigen waren van de laatste momenten van Van Gogh, hadden geen enkele reden om te twijfelen over de zelfmoord. In 2019 werd een pistool geveild waarvan de verkoper beweerde dat dit het zelfmoordwapen van Van Gogh zou zijn geweest. In 2020 ontdekte Wouter van der Veen, wetenschappelijk directeur van Institut Van Gogh, de locatie van Van Goghs laatste meesterwerk, Boomwortels. Uit zijn analyse blijkt tevens dat Van Goghs einde duidelijk zelfverkozen was.
Een half jaar later overleed ook Theo. Vincent en zijn broer Theo liggen begraven op de begraafplaats van Auvers-sur-Oise.

## Nalatenschap
In Nederland zijn vele werken van Van Gogh te bezichtigen in het Van Gogh Museum in Amsterdam. Ook het Kröller-Müller Museum in het Nationaal Park De Hoge Veluwe in Otterlo bezit een behoorlijke collectie Van Goghs.

### Oprichting Van Gogh-Museum in Amsterdam
Op 21 juli 1962 werd een overeenkomst ondertekend tussen de Staat der Nederlanden en de Vincent van Gogh Stichting. De familie Van Gogh droeg voor 15 miljoen gulden de resterende verzameling, bestaande uit 200 schilderijen van Vincent van Gogh en Paul Gauguin, 400 tekeningen, en alle brieven van Vincent, over aan de staat. Hiermee werd de grondslag gelegd voor het Amsterdamse Van Gogh Museum, dat op 2 juni 1973 werd geopend.

### Schilderijen in bezit van de familie Van Gogh
Na de dood van haar zwager Vincent van Gogh op 29 juli 1890 en haar echtgenoot Theo van Gogh in 1891 keerde Johanna van Gogh-Bonger met haar zoontje Vincent Willem van Gogh en een groot aantal als waardeloos beschouwde schilderijen van Vincent van Gogh definitief terug naar Nederland. Ze vestigde zich in Bussum. Om in haar levensonderhoud te voorzien begon zij daar een pension en maakte een begin met het onder de aandacht brengen en verkoop van het werk van haar zwager.
Haar beste klanten waren de kunsthandel van Paul Cassirer in Berlijn en kunsthandel J.H. de Bois (voorheen C.M. van Gogh) in Amsterdam, waaraan ieder 55 schilderijen of tekeningen werden geleverd. Alles werd door Johanna keurig bijgehouden in haar kasboek, ofschoon er van de verkoop van een klein aantal werken van Vincent geen aantekening werd gehouden. Ook werd een gering aantal werken geschonken aan familie of zeer goede relaties.
Behalve het grote aantal werken dat Johanna van Gogh bezat, hadden de volgende familieleden van Vincent werk in hun bezit: E.H. du Quesne-van Gogh tien stuks, Willemien van Gogh zeven stuks, Cornelia van Gogh-Carbentus één, Anna van Gogh-Carbentus drie en Andries Bonger (broer van Johanna) vijf stuks. Tussen 1890 en 1923 werden door haar 247 schilderijen en tekeningen van Vincent van Gogh op de markt gebracht.

## Van Gogh als inspiratiebron
Van Gogh en zijn leven zijn door de jaren heen een inspiratiebron geweest van diverse culturele uitingen. De Vlaamse schrijver en beeldend kunstenaar Louis Paul Boon baseerde zijn roman Abel Gholaerts (1944) op het leven van Van Gogh, al verplaatste hij de handeling naar Vlaanderen. Over het leven van de kunstenaar zijn diverse films gemaakt, waaronder de film Lust for Life uit 1956 met Kirk Douglas als Vincent van Gogh. Vincent en Theo, een film van Robert Altman, werd geproduceerd in 1996. In 2009 kwam de IMAX-film Van Gogh, een kleurrijk portret uit. Don McLean schreef het bekende lied Vincent (starry, starry night) over hem, gebaseerd op het schilderij De sterrennacht. In 2009 kwam de film Vincent van Gogh, een zaaier in Etten in omloop, de regisseur was Vincent Oudendijk. Aan de animatiefilm Loving Vincent (2017) werkten meer dan 100 kunstschilders mee, die voor elk frame een schilderij in de stijl van Van Gogh maakten.
In Nederland is Vincent van Gogh opgenomen in de canon van Nederland. De commissie-Van Oostrom heeft Vincent van Gogh erkend als een van de vijftig essentiële onderwerpen voor de Nederlandse geschiedenis in het voortgezet onderwijs. In Brabant, de geboorteprovincie van Van Gogh, zijn verscheidene instellingen aan de schilder gewijd. In Nuenen is er een documentatiecentrum over Vincent van Gogh en in Etten-Leur staat het Vincent van Gogh Informatiecentrum. In Zundert, de geboorteplaats van Van Gogh, staat het Van Goghhuis. Daarnaast zijn er in de loop der jaren diverse tentoonstellingen en boeken over zijn werk verschenen, naast andere uitingen als liederen en bloemencorso's.

## Fotogalerij schilderijen

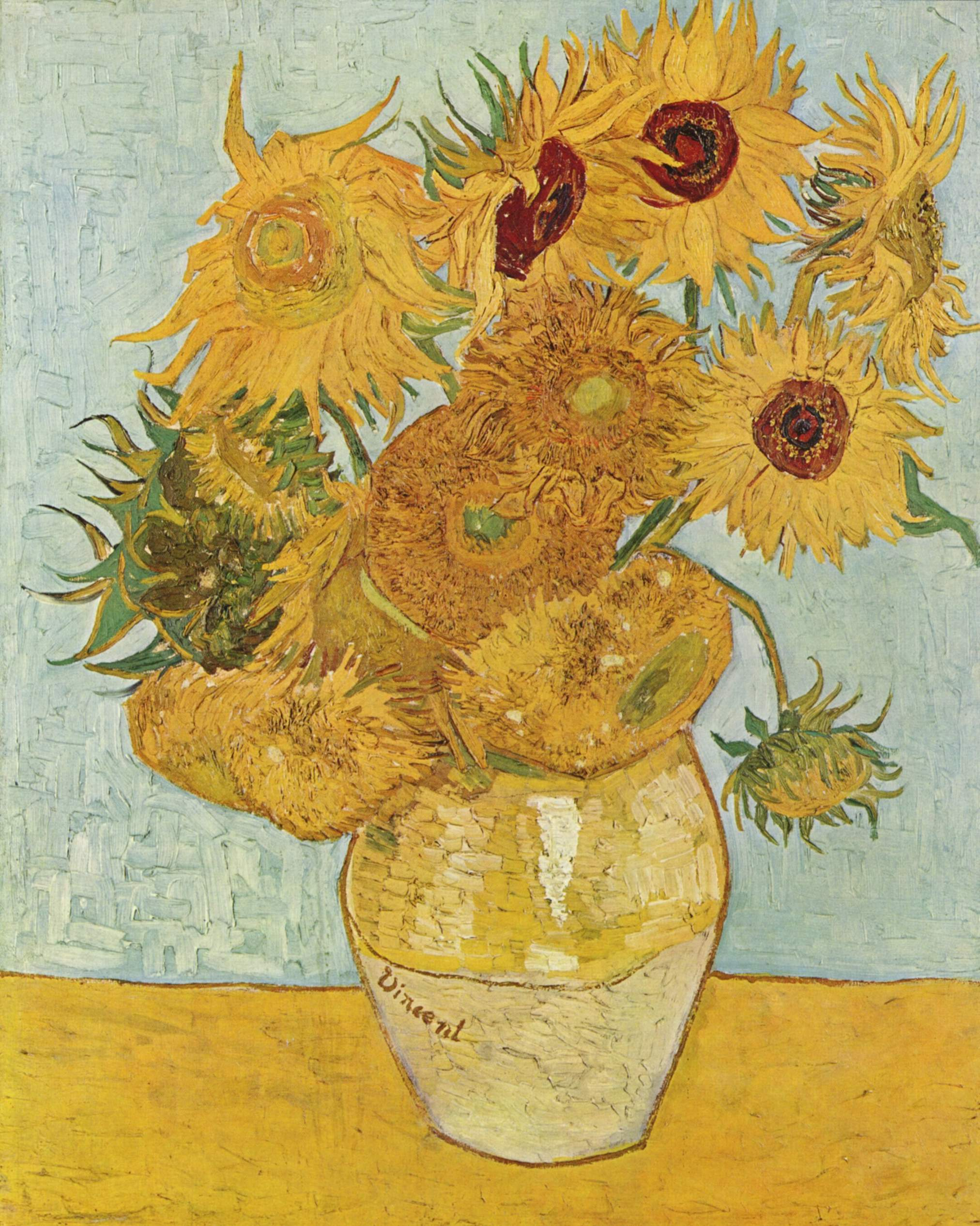
Zonnebloemen
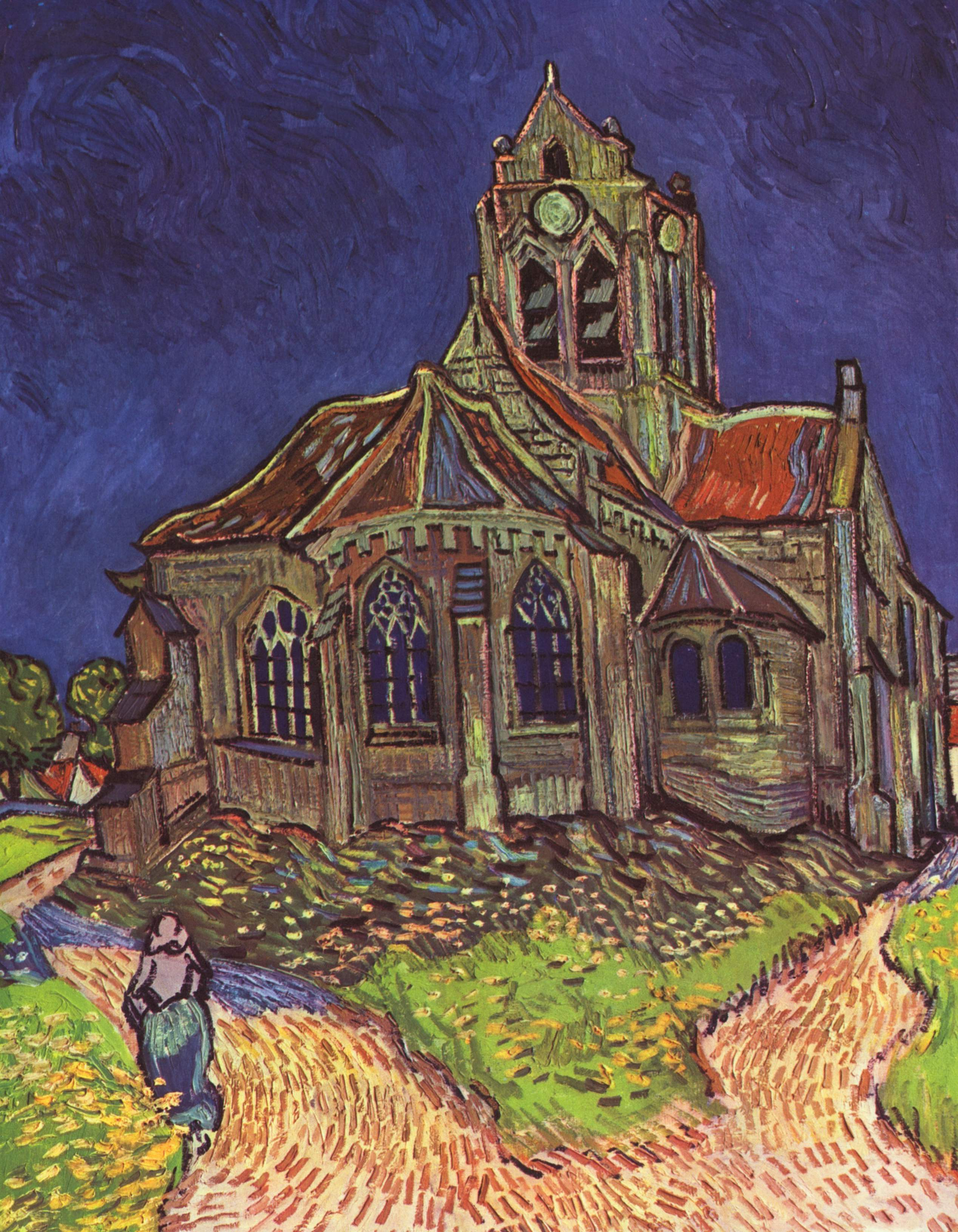
Kerkje in Auvers
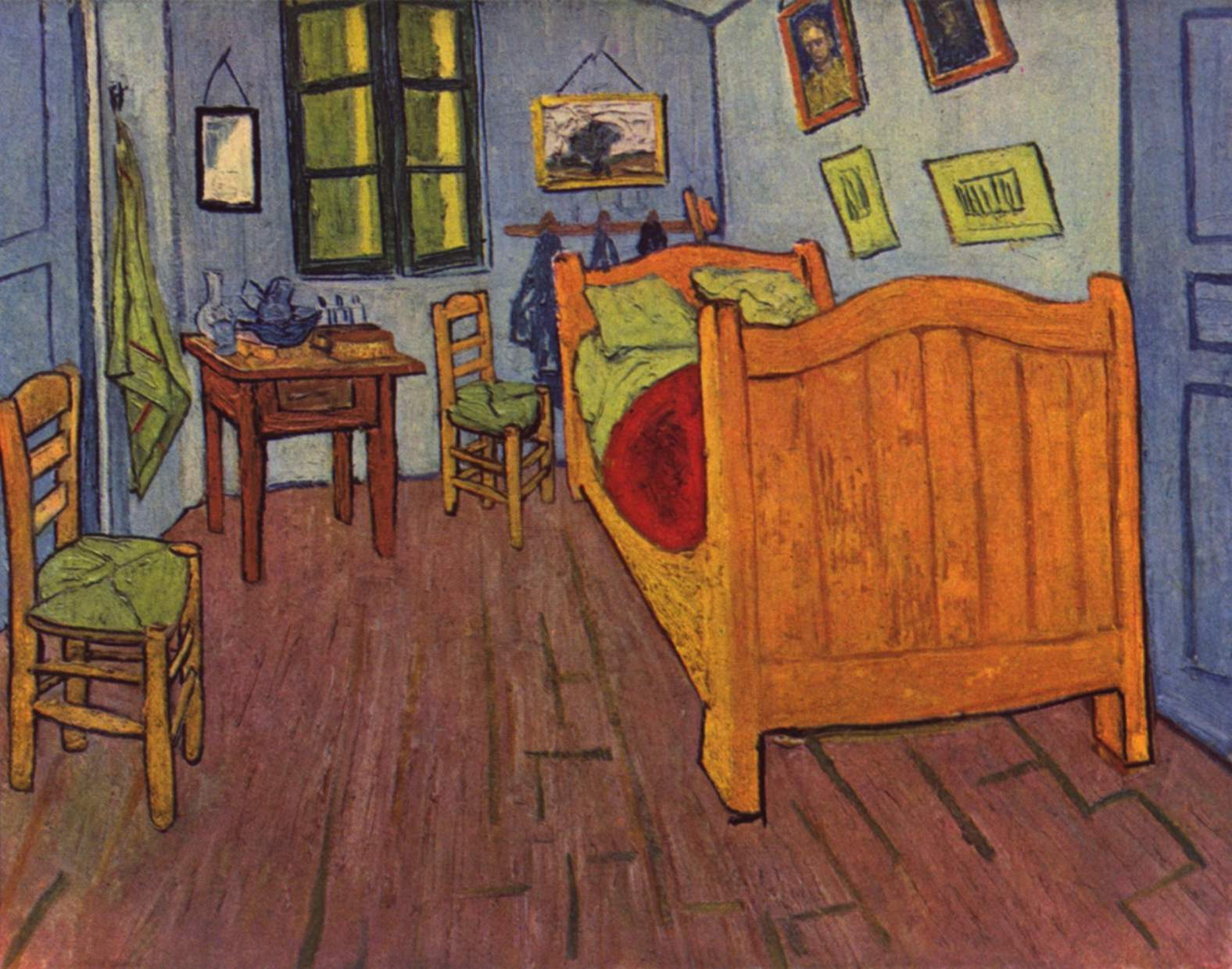
Slaapkamer in Arles
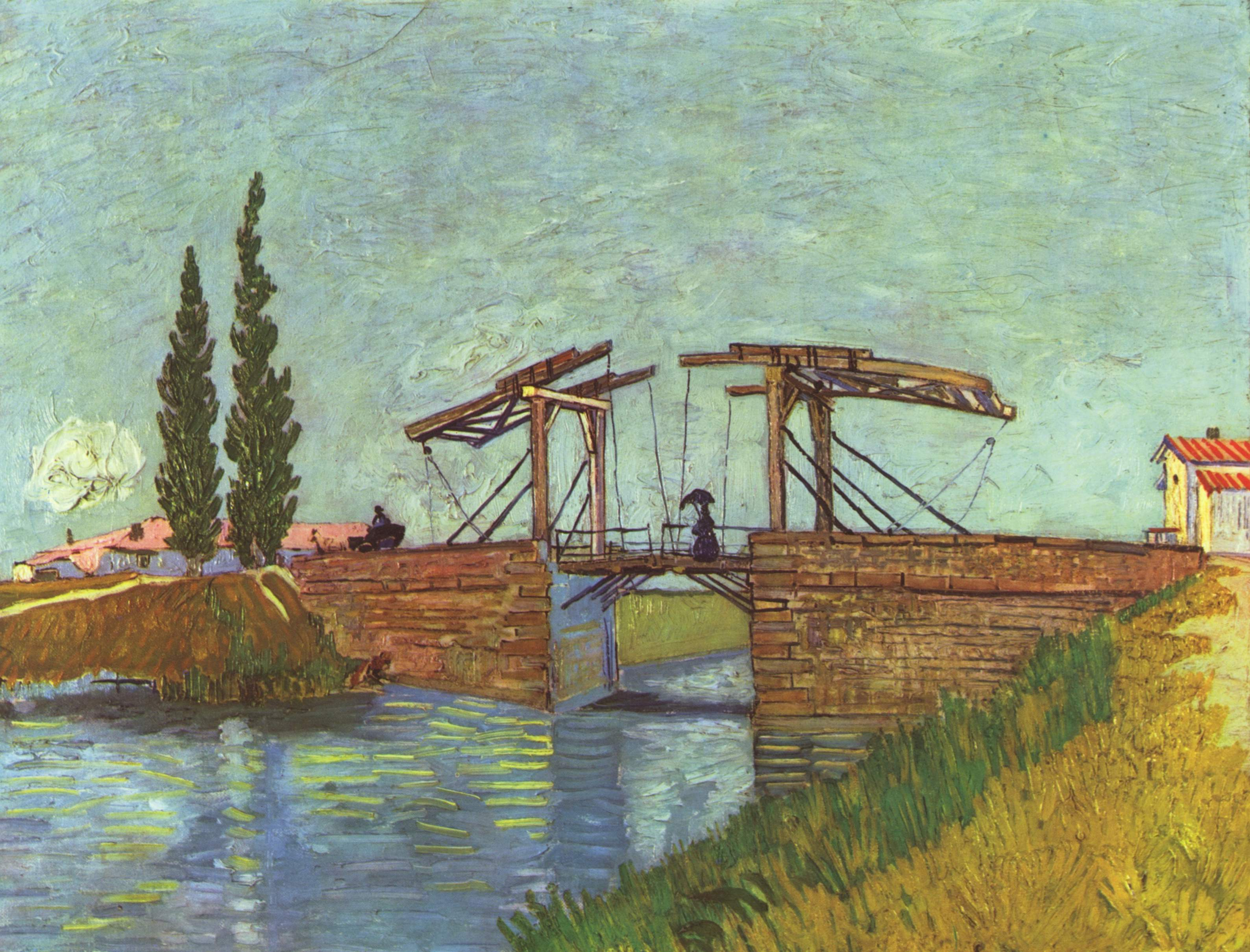
Brug van Langlois
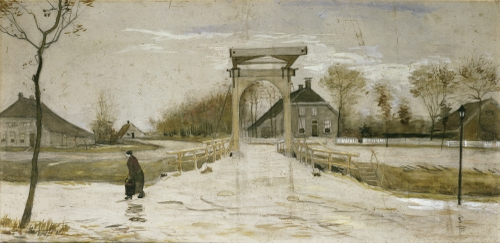
Ophaalbrug in Nieuw-Amsterdam, 1883
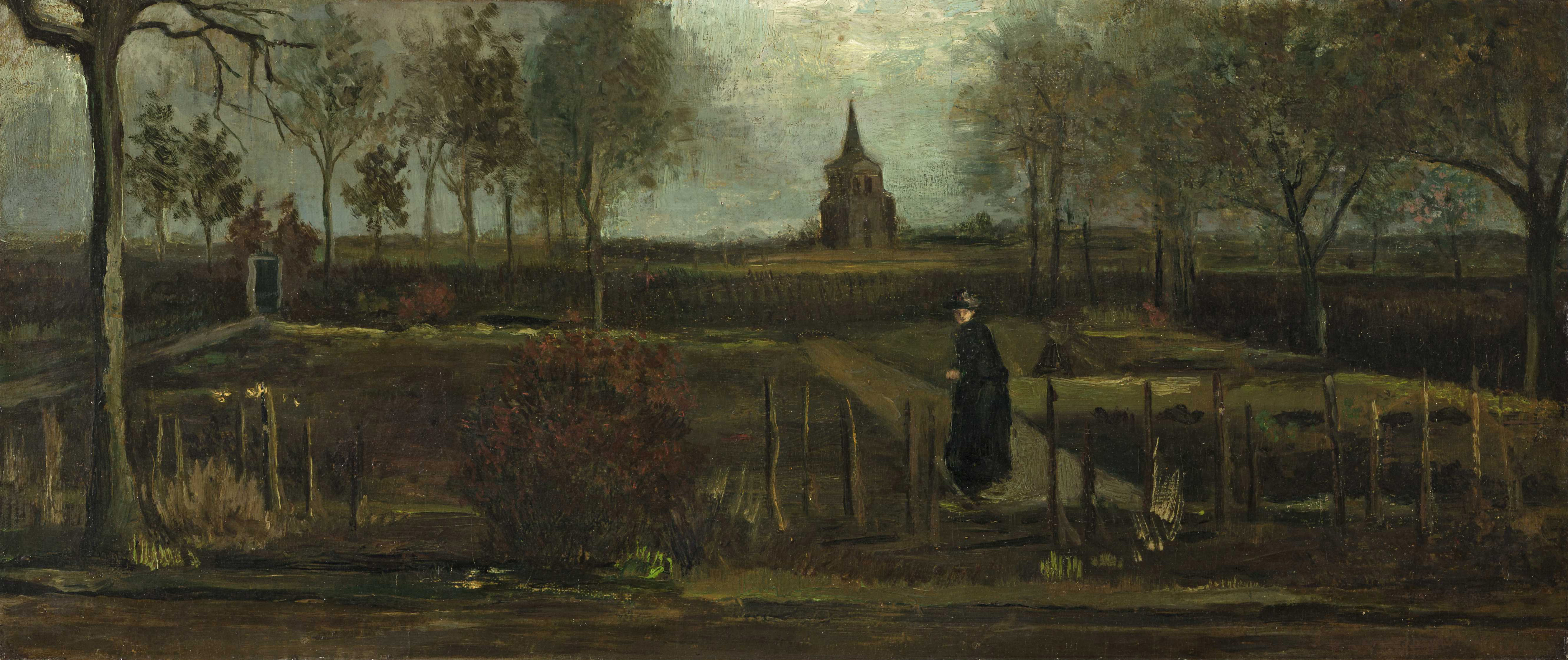
Lentetuin, de pastorietuin te Nuenen in het voorjaar, 1884
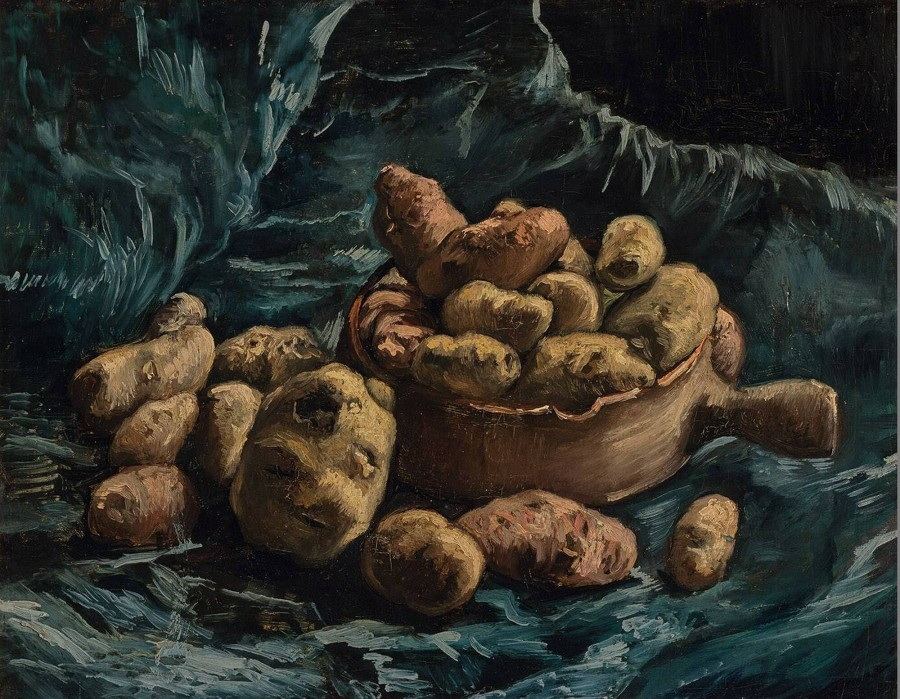
Stilleven met aarden kom met aardappelen, september 1885
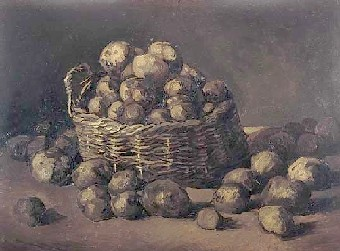
Stilleven met mand aardappelen, september 1885
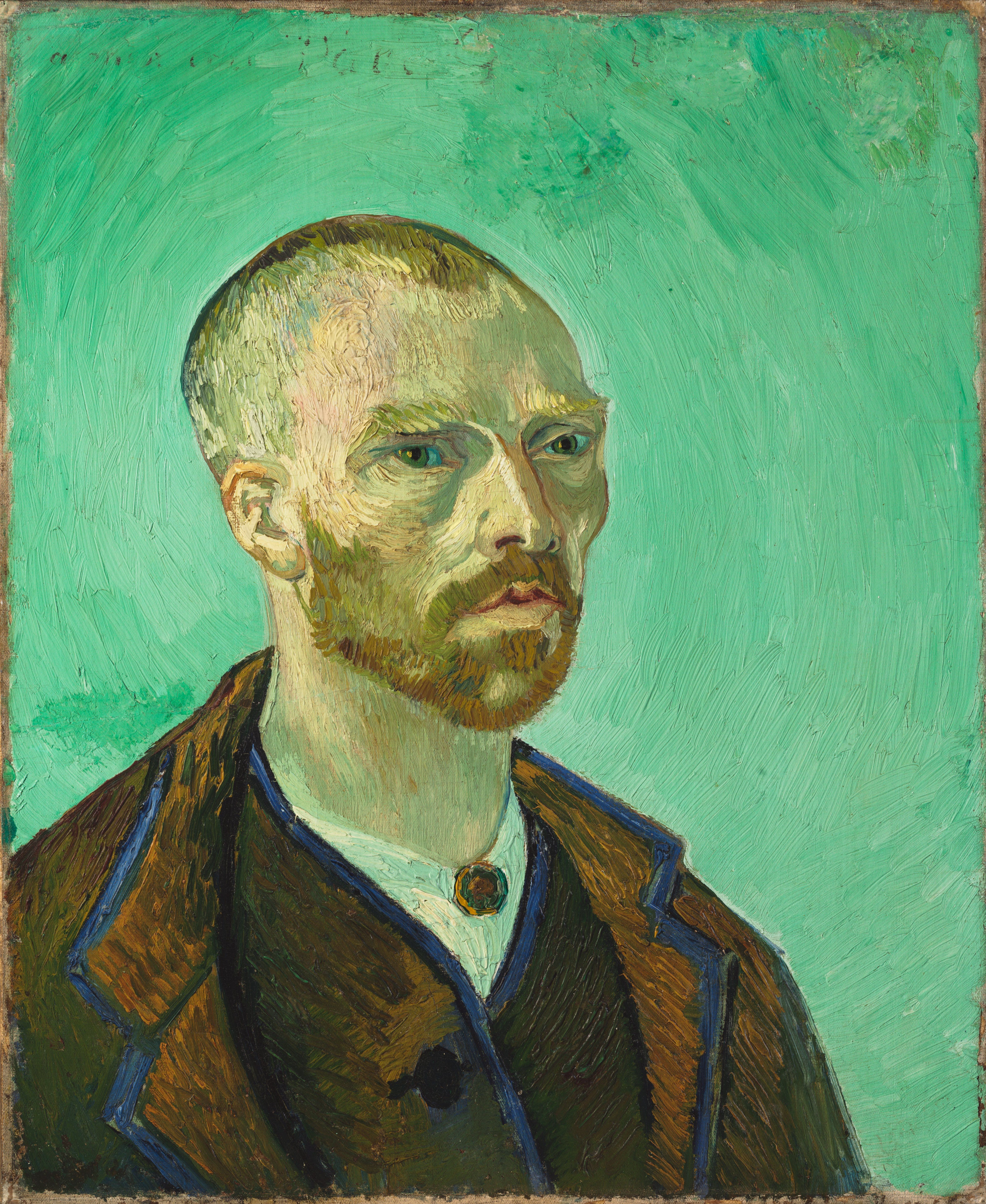
Zelfportret, opgedragen aan Gauguin, 1888
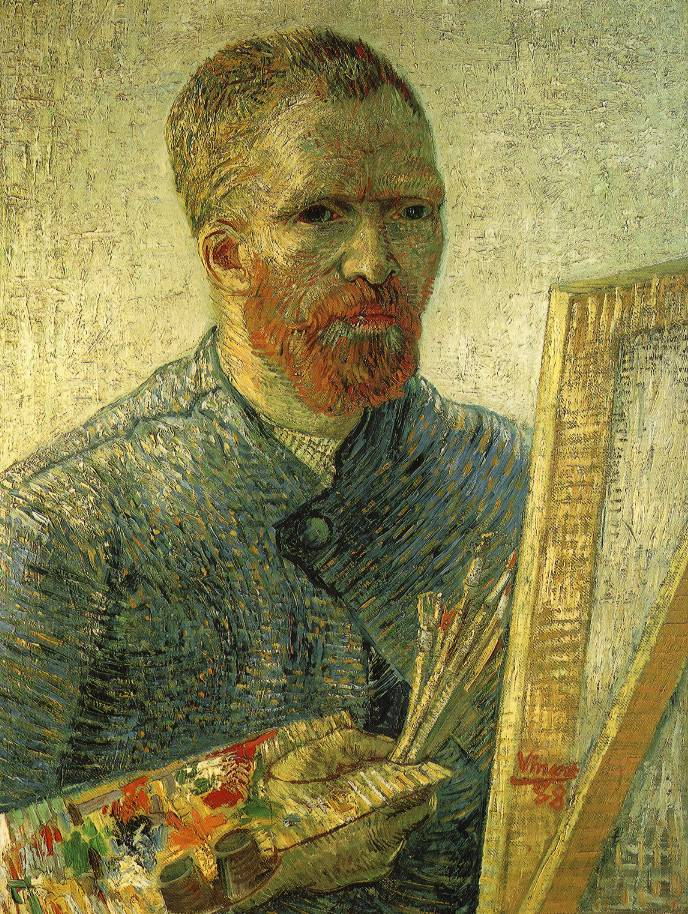
Zelfportret voor de ezel, begin 1888
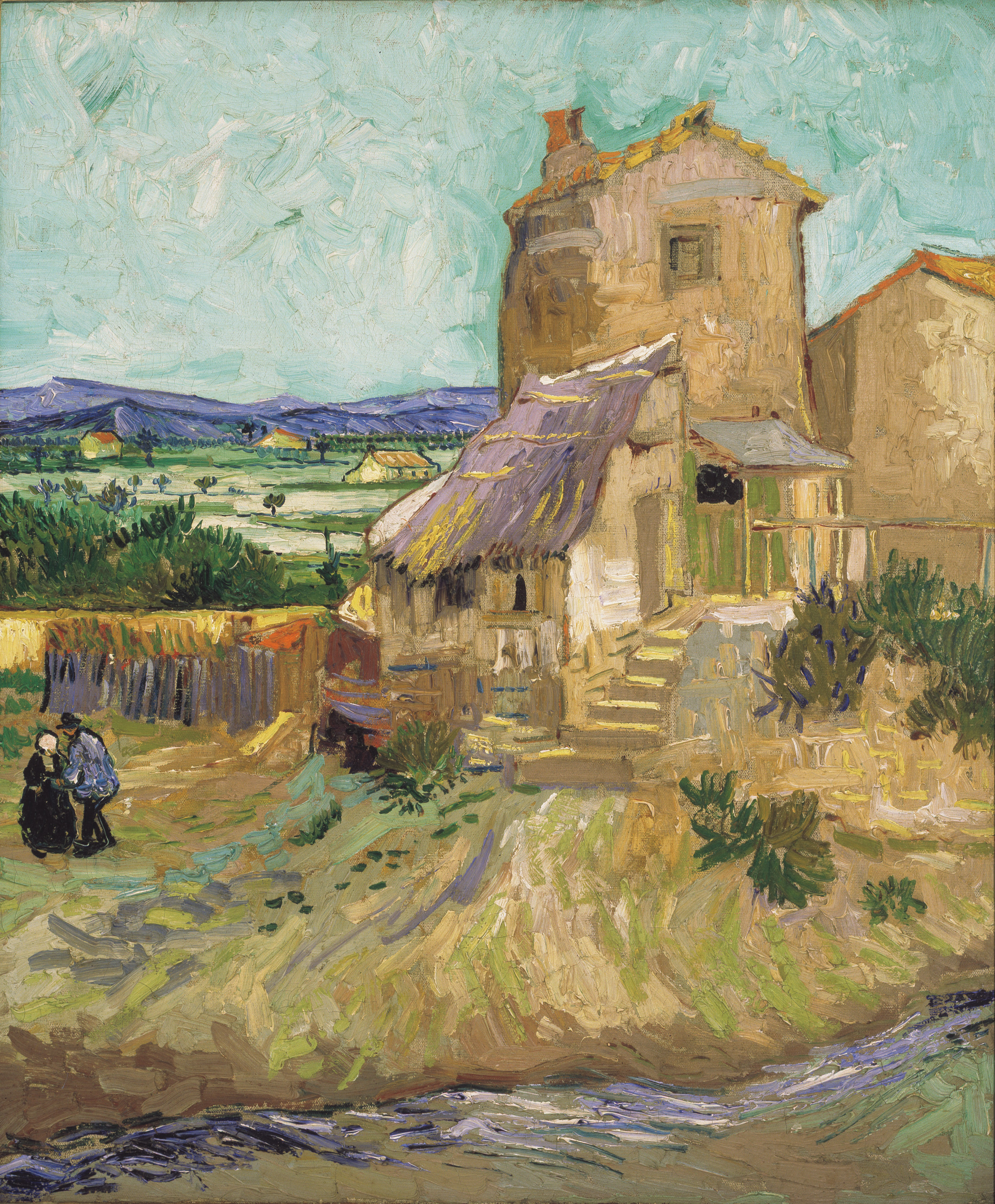
De oude molen, 1888
Boerderij in de Provence, 1888
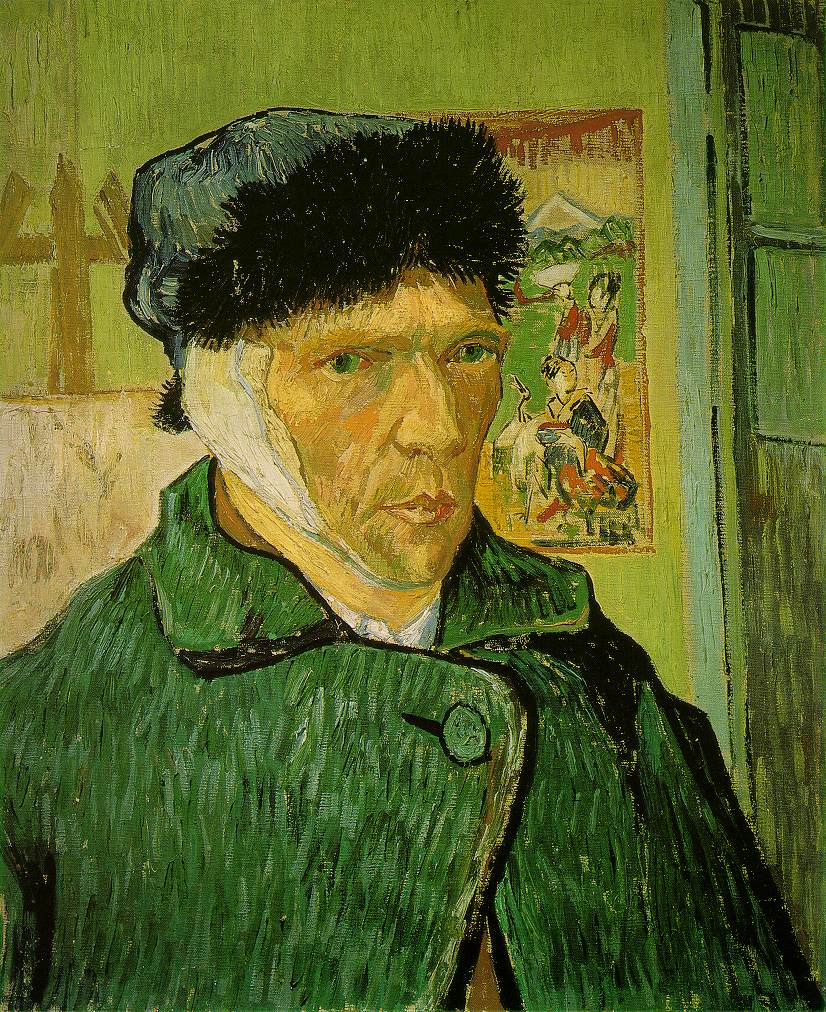
Zelfportret met verbonden oor, januari 1889
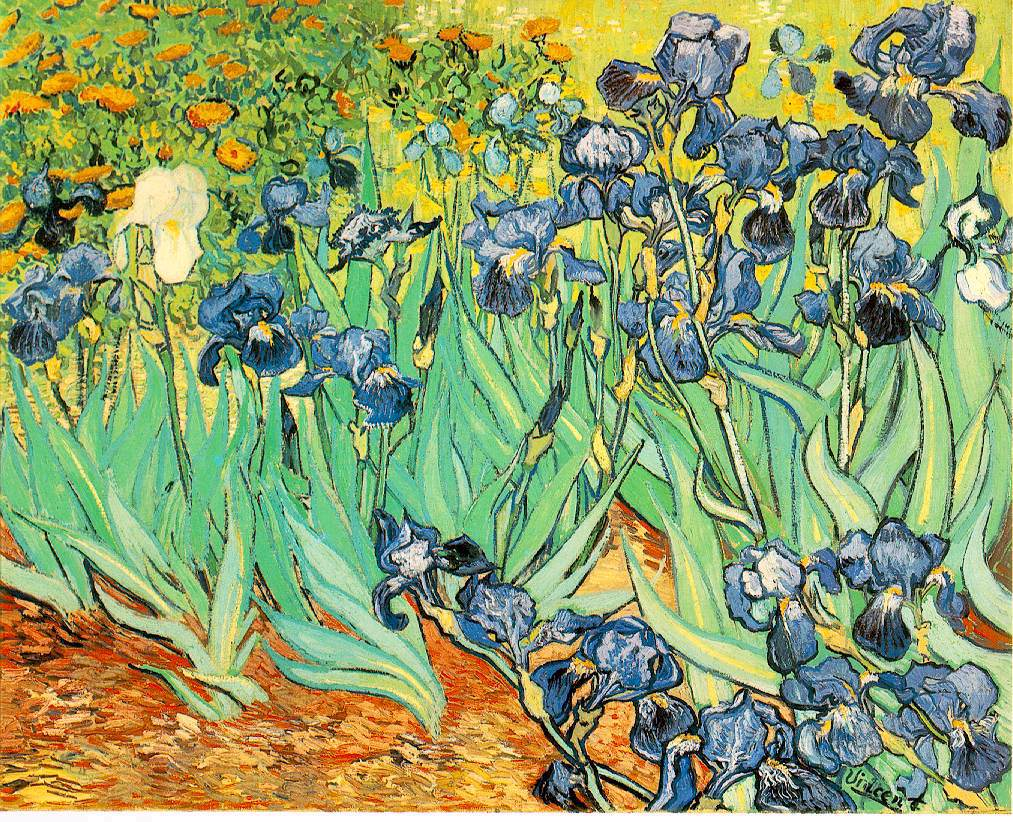
Irissen, mei 1889
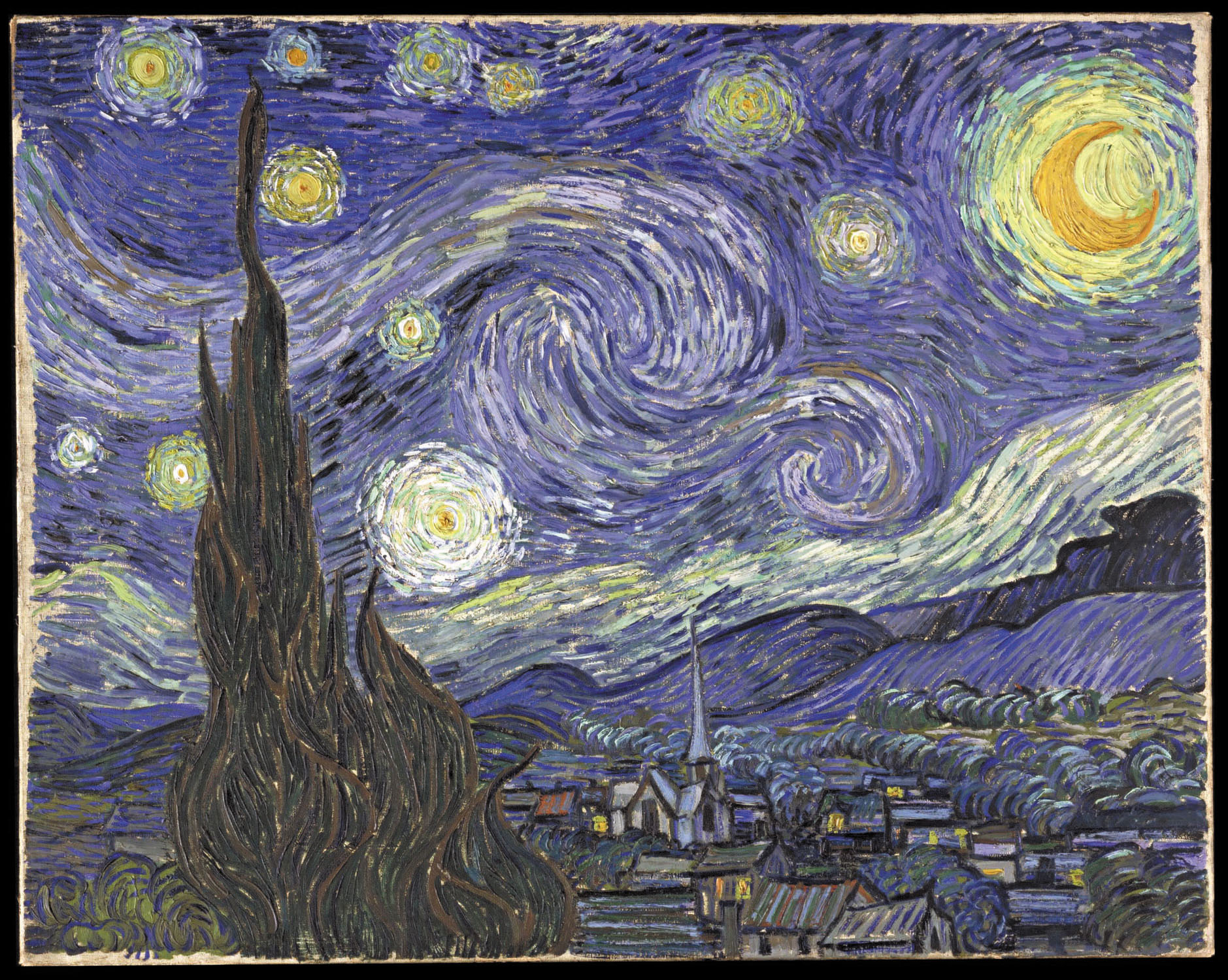
De sterrennacht, juni 1889
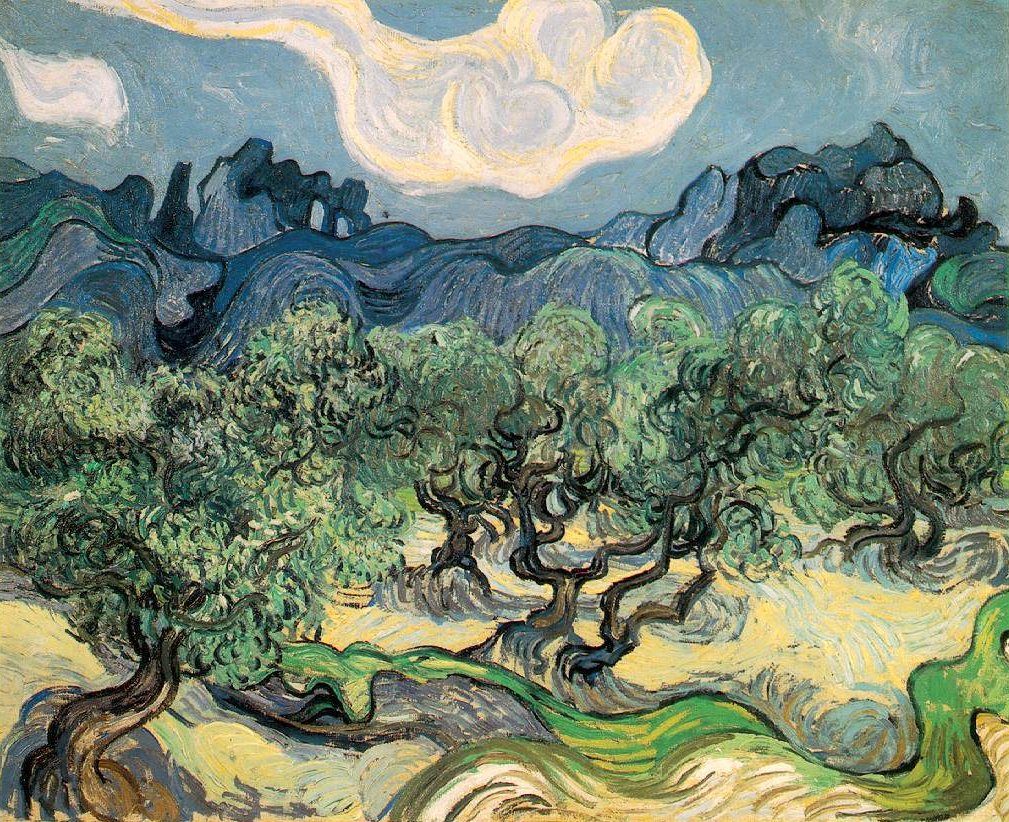
Olijfbomen in berglandschap, juni 1889

## Varia
- 4457 van Gogh is een planetoïde die naar Vincent van Gogh is genoemd.
- Viceadmiraal Johannes van Gogh was een oom van Vincent van Gogh.
- The Vincent Award, een prijs voor hedendaagse kunst in Europa, is naar Vincent van Gogh genoemd.
- Er is in Limburg een GGZ instelling genoemd naar Vincent van Gogh.
- De Britse televisieserie Doctor Who wijdde in 2010 een aflevering aan Vincent van Gogh, getiteld Vincent and the Doctor, waarin hij werd afgebeeld als schilder die te maken had met psychische problemen.

## Werk in openbare collecties (selectie)
Nederland
- Van Gogh Museum, Amsterdam[26]
- Kröller Müller, Otterlo[27]
- Rijksmuseum Amsterdam[28]
- Museum Boijmans Van Beuningen, Rotterdam[29]
- Noordbrabants Museum, 's-Hertogenbosch

België
- Koninklijk Museum voor Schone Kunsten Antwerpen, Antwerpen[30]

Frankrijk
- Musée d'Orsay, Parijs[31]
- Musée Rodin, Parijs[32]
- Louvre, Parijs[33]

Rusland
- Poesjkinmuseum, Moskou
- Hermitage, Sint-Petersburg

Verenigd Koninkrijk
- National Gallery, Londen[34]

Verenigde Staten van Amerika
- Museum of Modern Art, New York[35]